# Пихта одноцветная
Пи́хта одноцве́тная (лат. Ábies cóncolor) — вечнозелёное однодомное дерево, вид рода Пихта семейства Сосновые (Pinaceae). Естественная среда обитания — горные районы западной и юго-западной части Северной Америки; как декоративное растение культивируется в лесной, степной и субтропических зонах практически по всему миру: в Северной Америке и Европе, Дальнем Востоке, Южной Африке, Австралии.
Из-за потребительских характеристик древесины и возможности её применения в различных отраслях промышленности пихта одноцветная имеет важное значение для экономики западных штатов США, где её заготавливают в промышленных объёмах. Пиломатериалы используют для разнообразных строительных и плотницких работ, балансы и отходы деревообработки являются сырьём для получения целлюлозы.
Благодаря своей зимостойкости, относительной неприхотливости и устойчивости к городским условиям, наличию огромного числа разнообразных и очень декоративных сортов, дерево может быть не только успешно интродуцировано на большой части территории России, но и широко использоваться для озеленения и ландшафтного строительства.

## Исторические сведения и название
Дерево было открыто английским собирателем растений Уильямом Лоббом (англ. William Lobb) во время экспедиции в Калифорнию в 1849—1853 годах.
В научной литературе впервые пихта одноцветная была описана британским ботаником Джорджем Гордоном в 1858 году в монографии «The pinetum: being a synopsis of all the coniferous plants at present known, with descriptions, history, and synonymes, and comprising nearly one hundred new kinds»; он присвоил ей имя Picea concolor.
Описание вида содержало следующую информацию:

Длинные, плоские и тонкие иглы, очень похожие на иглы Picea grandis, но одного цвета с обеих сторон. Шишки цилиндрические. Чешуйки опадающие.
Высокое дерево, обнаружено в горах Нью-Мексико Энгельманом, прочих сведений о нём нет.
Оригинальный текст (англ.)Leaves, long, linear, flat, and much resembling those of Picea grandis, but with faces of the leaves of the same colour. Cones, cylindrical. Scales, deciduous.
A tall tree, found on the mountains of New Mexico by Engelmann, of which nothing further is known.

В 1861 году в работе Джона Линдли и Фридриха Гильдебранда было впервые упомянуто принятое в настоящее время научное название Abies concolor.
Свой видовой эпитет, concolor («одноцветная»), этот вид получил из-за игл, которые, в отличие от других представителей рода, с обеих сторон имеют одинаковую сизовато-зелёную окраску.

В ботанической литературе для пихты одноцветной известны следующие синонимы вида Пихта одноцветная (Abies concolor):
- Picea concolor (Gordon) (1858)basionym
- Picea lowiana (Gordon) (1862)
- Abies lowiana (Gordon) A.Murray bis (1863)
- Abies grandis var. lowiana (Gordon) Hoopes (1868)
- Pinus concolor (Gordon) Parl. (1868)
- Abies grandis var. concolor A.Murray bis (1875)
- Pinus lowiana (Gordon) W.R.McNab (1876)
- Abies concolor var. lowiana (Gordon) Lemmon (1895)
- Abies concolor f. atroviolacea Cinovskis (1974)
- Abies concolor subsp. lowiana (Gordon) E.Murray (1983)
- Abies concolor var. bajacalifornica Silba (1990)
- Abies concolor var. martinezii Silba (1990)
- Abies lowiana var. viridula Debreczy & Rácz (1995)

Английское общеупотребительное название пихты одноцветной — «white fir», однако это же название может относиться и к другим видам пихты, что демонстрирует приведённая ниже таблица:
| Научное название                                      | Общеупотребительное название | Другие встречающиеся названия                                               |
| ----------------------------------------------------- | ---------------------------- | --------------------------------------------------------------------------- |
| Abies amabilis (Пихта миловидная)                     | Pacific Silver fir           | Silver fir, Cascades fir, Red fir, White fir                                |
| Abies concolor (Пихта одноцветная)                    | White fir                    | Balsam fir, Colorado fir, Silver fir, White balsam                          |
| Abies grandis (Пихта великая)                         | Grand fir                    | Balsam fir, Giant fir, Lowland white fir, Silver fir, White fir, Yellow fir |
| Abies lasiocarpa (Пихта субальпийская)                | Supalpine fir                | Alpine fir, Balsam, Rocky Mountain fir, White fir                           |
| Abies lasiocarpa var. arizonica (Пихта субальпийская) | Corkbark fir                 | Arizona fir, Cork fir, White fir                                            |
| Abies magnifica (Пихта великолепная)                  | California Red fir           | Shasta Red fir, Red fir, Silver tip, White fir                              |
| Abies procera (Пихта благородная)                     | Noble fir                    | Red fir, White fir                                                          |

## Таксономическое положение
|  |               |  |                          |                          |                    |  | ещё 6 семейств (на территории России и сопредельных стран произрастают представители кипарисовых и тисовых) | ещё 6 семейств (на территории России и сопредельных стран произрастают представители кипарисовых и тисовых)                 | |  |  |  | ещё около 50 видов, из которых на территории России и сопредельных стран произрастают 9 видов: Пихта белая, Пихта белокорая, Пихта грациозная, Пихта гималайская, Пихта Нордмана, Пихта сахалинская, Пихта сибирская, Пихта Семёнова, Пихта цельнолистная |
|  |               |  |                          |                          |                    |  | ещё 6 семейств (на территории России и сопредельных стран произрастают представители кипарисовых и тисовых) | ещё 6 семейств (на территории России и сопредельных стран произрастают представители кипарисовых и тисовых)                 | |  |  |  | ещё около 50 видов, из которых на территории России и сопредельных стран произрастают 9 видов: Пихта белая, Пихта белокорая, Пихта грациозная, Пихта гималайская, Пихта Нордмана, Пихта сахалинская, Пихта сибирская, Пихта Семёнова, Пихта цельнолистная |
|  |               |  |                          | порядок Хвойные          |                    |  | | | род Пихта |  |  |  | |
|  |               |  |                          | порядок Хвойные          |                    |  | | | род Пихта |  |  |  | |
|  | отдел Хвойные |  |                          |                          | семейство Сосновые |  | | | вид Пихта одноцветная |  |  |  | |
|  | отдел Хвойные |  |                          |                          | семейство Сосновые |  | | | |  |  |  | |
|  |               |  | ещё три вымерших порядка | ещё три вымерших порядка |                    |  | | ещё 10 родов, из которых на территории России и сопредельных стран произрастают представители родов Сосна, Ель, Лиственница | ещё 10 родов, из которых на территории России и сопредельных стран произрастают представители родов Сосна, Ель, Лиственница |  |  |  | |
|  |               |  |                          | ещё три вымерших порядка |                    |  | | | ещё 10 родов, из которых на территории России и сопредельных стран произрастают представители родов Сосна, Ель, Лиственница |  |  |  | |

## Ботаническое описание

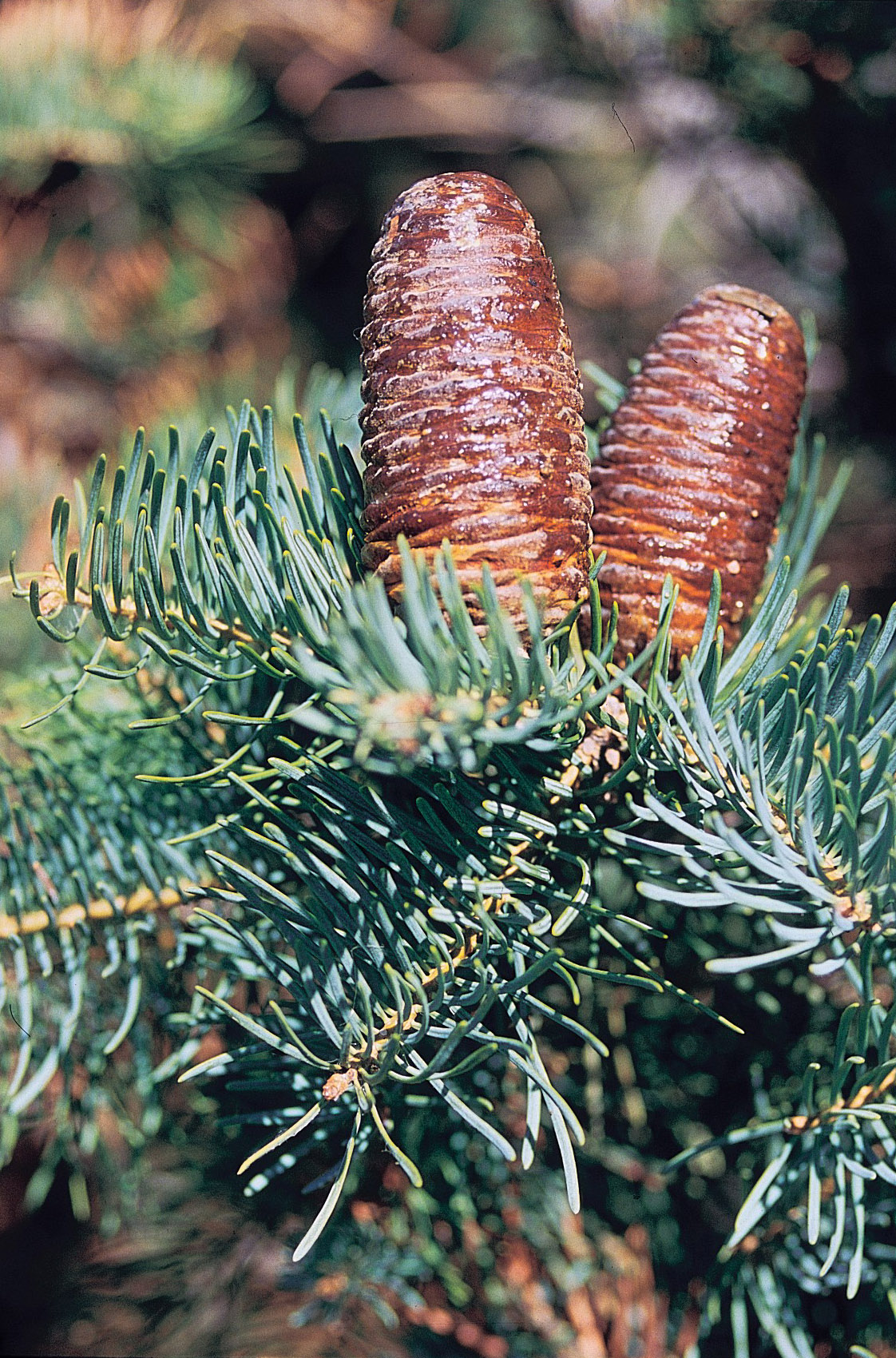
Шишки пихты одноцветной

Пихта одноцветная — мощное (диаметр ствола до 1,9 метра), высокое (до 60 метров) дерево с широкой конической кроной, густой в молодости и относительно редкой и опущенной в старости; острой шпилевидной вершиной (у старых деревьев она становится более плоской).

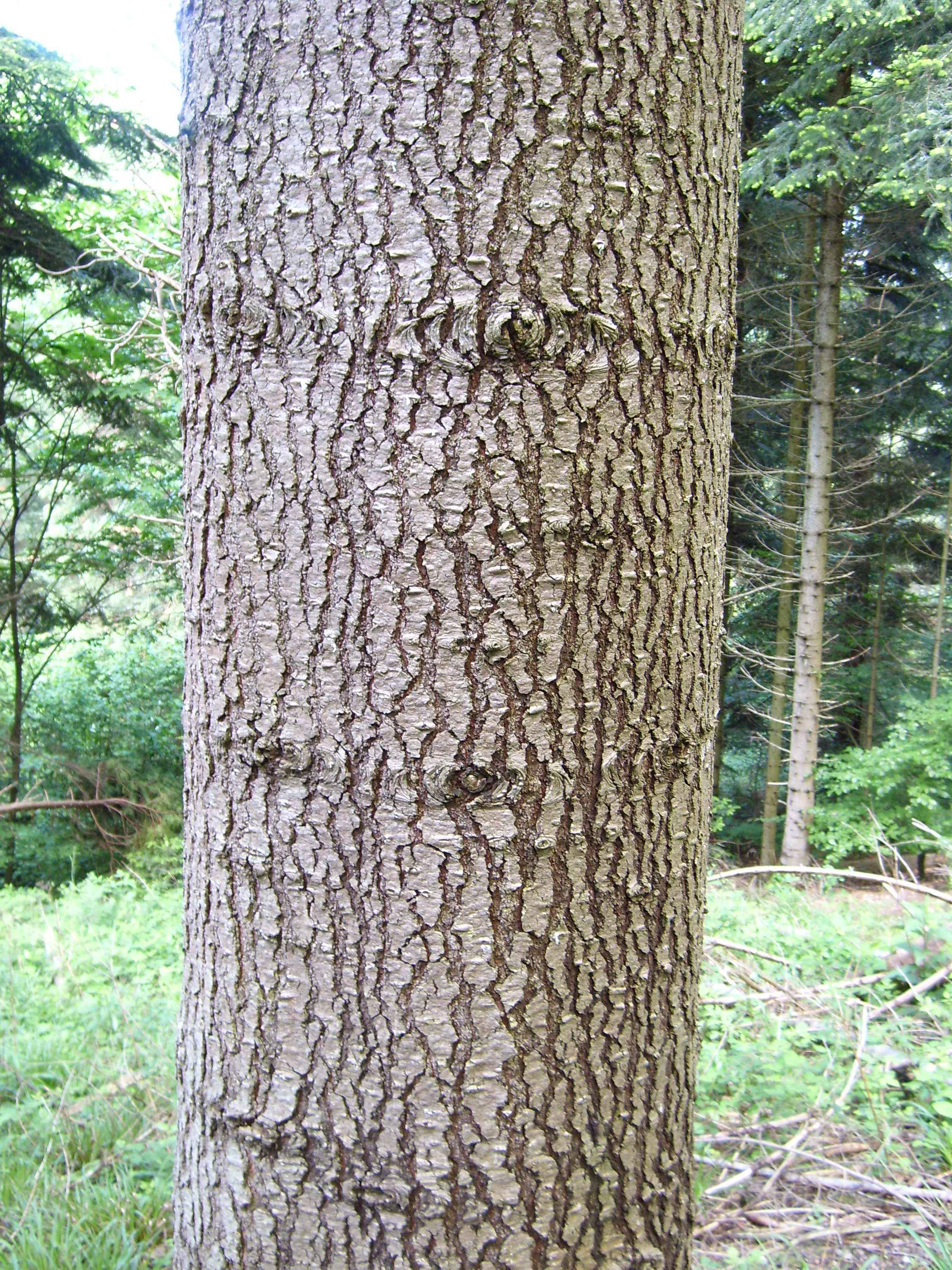
Кора пихты одноцветной

Кора серая, гладкая, твёрдая; толщина у основания дерева у взрослых деревьев 10—15 см, может достигать 18 см, с глубокими продольными бороздами, устойчива к действию огня. Скелетные ветви расположены под прямым углом к стволу, склонны с возрастом к провисанию. Разветвляющиеся веточки мелкие, гладкие, с желтоватым опушением, обычно направленные вверх. Почки жёлто-зелёные, тупые и смолистые, длиной около 6 см.
Иглы плоские, зелёные или голубовато-зелёные, с серовато-белыми линиями с обеих сторон, часто серповидно-изогнутые, на верхушке округло- или тупозаострённые, со слабо расширенным основанием, несимметрично расположенные. Длина 1,5—6 см, ширина 2—3 мм. На нижней поверхности иглы имеется 4—8 рядов устьиц по обеим сторонам центральной жилки. На верхней поверхности аналогично расположены 7—12 (5—18) рядов устьиц. Обладают острым запахом, напоминающим камфору.
Мужские стробилы красные или фиолетовые, женские — зелёные. Шишки крупные, сидячие, овально-цилиндрические, длиной 7—12 см, шириной 3—4,5 см; в начале созревания оливково-зелёные, затем становятся жёлто-коричневыми и тёмно-коричневыми. Чешуйки размером 2,5—3 × 2,8—3,8 см, кроющие короче семенных. Семена коричневые с розоватым крылом, длиной 8—13 мм; семядолей 5—9 (по другим данным 5—7). В одном килограмме содержится от 22 000 до 33 000 семян; средний вес 1000 штук составляет примерно 35 грамм.
Число хромосом 2n = 24.

### Разновидности

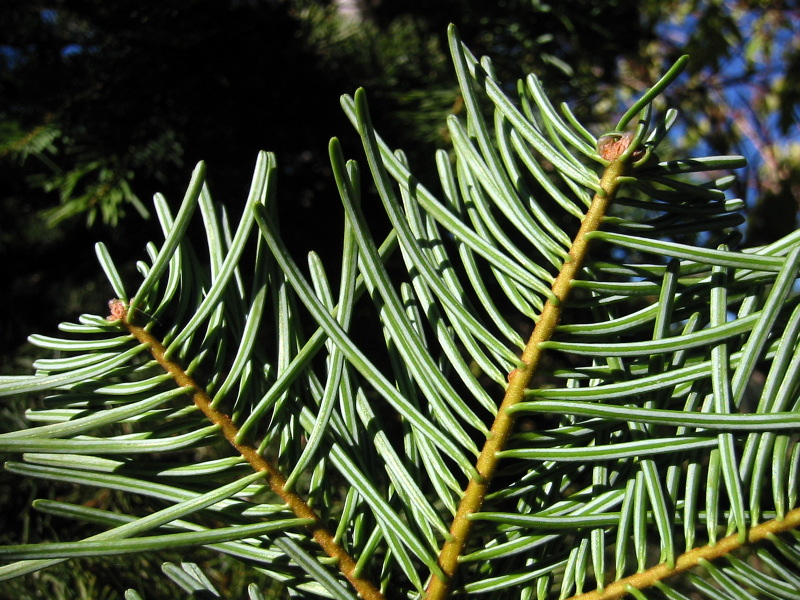
Иглы пихты (var. lowiana)

У пихты одноцветной признаны две разновидности, основанные на различиях в морфологических (различие в длине и в форме кончиков игл) и химических характеристиках (различное содержание терпенов):
- Abies concolor var. concolor: местное название — «пихта Скалистых гор» (англ. Rocky Mountain white fir);
- Abies concolor var. lowiana (Gordon) Lemmon (1895): местное название — «Калифорнийская пихта» (англ. California white fir).

Разновидности lowiana и concolor можно отличить следующим образом:
| Ключ                      | var. concolor                                                               | var. lowiana                                                                      |
| ------------------------- | --------------------------------------------------------------------------- | --------------------------------------------------------------------------------- |
| Адаксиальная сторона игл  | центральная жилка с серовато-зелёным оттенком                               | центральная жилка неотличима по цвету                                             |
| Адаксиальная сторона игл  | 12 (7—18) рядов устьиц                                                      | 7 (5—9) рядов устьиц                                                              |
| Длина игл                 | 4—6 (2—6) см                                                                | 2—4 (2—6) см                                                                      |
| Кончики игл нижних ветвей | обычно закруглённые                                                         | слабо зубчатые                                                                    |
| Распространение в США     | широко представлена в западных штатах, не встречается в горах Сьерра-Невада | встречается в горах Сьерра-Невада и северных горных прибрежных районах Калифорнии |

## Распространение

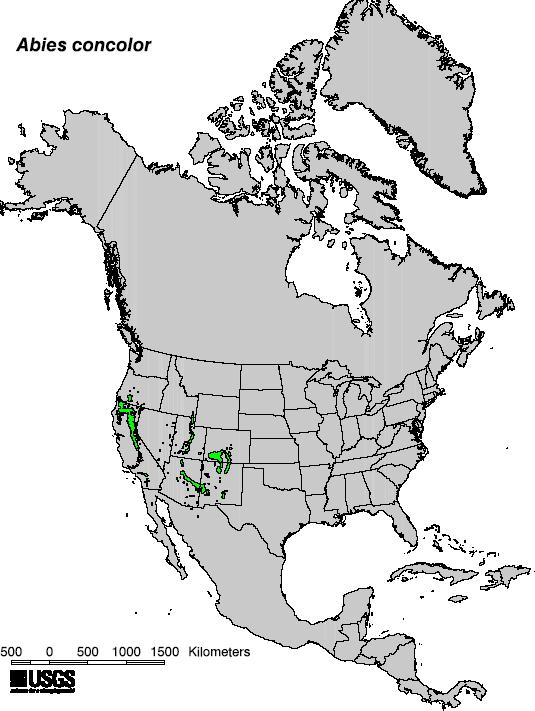
Ареал пихты одноцветной

Пихта одноцветная — распространённое дерево в западной и юго-западной части Североамериканского континента.
Её природный ареал простирается от Голубых гор (штат Орегон) на севере до Каскадных гор, через всю Калифорнию и далее на юг в горы Сан-Педро-Мартир в Нижней Калифорнии (Мексика); через всю южную часть штата Айдахо до Вайоминга — в северной границе и через всю южную часть плато Колорадо к югу Скалистых гор в Юте и Колорадо. Изолированные пихтовые леса можно обнаружить в горах южной Аризоны и Нью-Мексико, а также в северной части Мексики.
Разновидность Abies concolor var. concolor встречается в горных районах центральной и южной части Колорадо, в юго-восточном Айдахо и Неваде, распространяясь на юг до юго-восточной и южной Калифорнии, Аризоны и Нью-Мексико, с локализованными группами на северо-западе Мексики. Изредка экземпляры этой пихты можно увидеть в горах восточной части пустыни Мохаве в Калифорнии. Пихта Скалистых гор часто встречается на восточной окраине Большого Бассейна, разделяющего более чем на 300 км две разновидности одного вида.

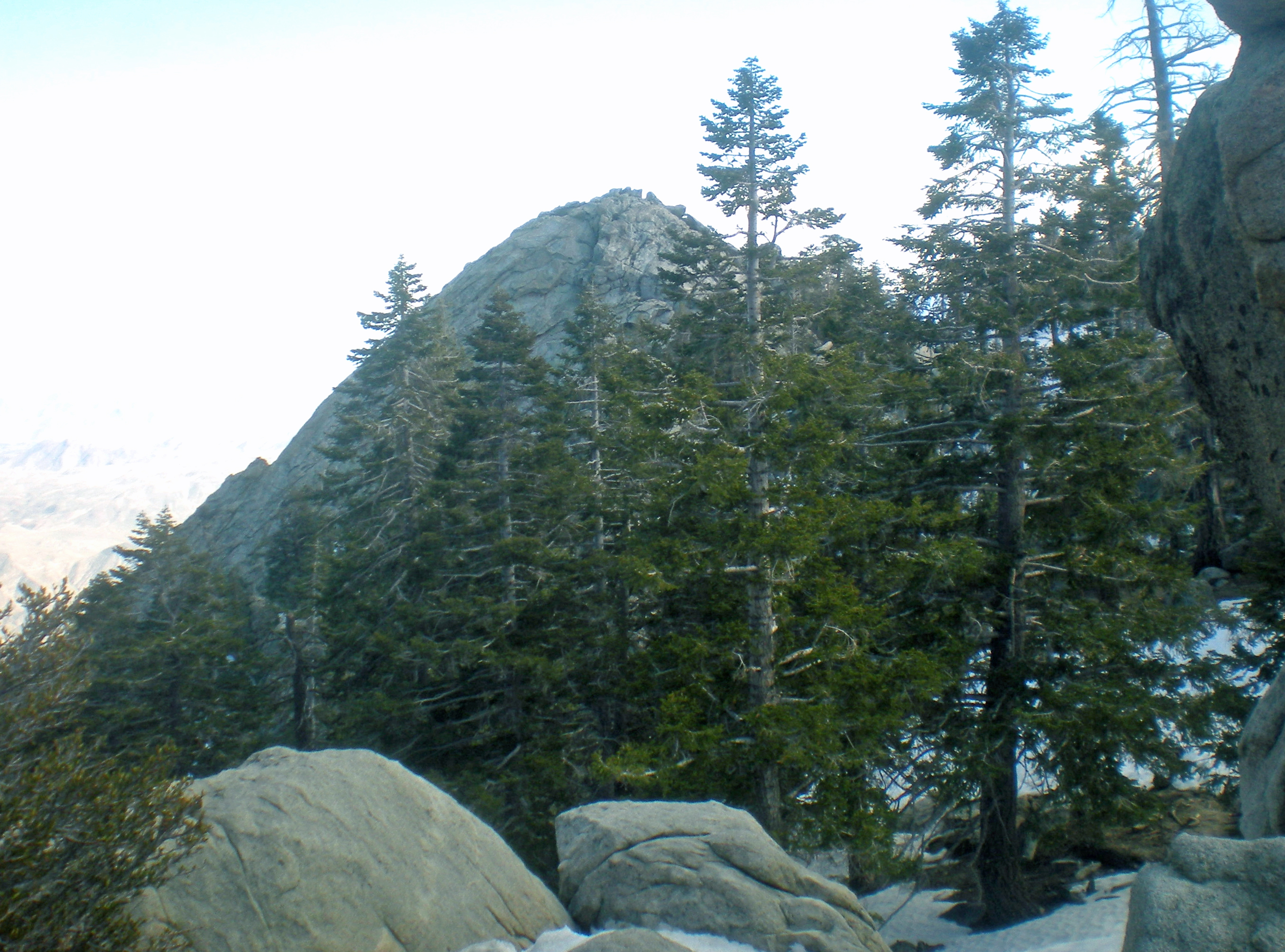
Пихта одноцветная на горе Сан-Хасинто, Калифорния

Разновидность Abies concolor var. lowiana растёт, в основном, в горах Сьерра-Невада, Кламат и Сискью в Калифорнии, а также в западной части Невады на восточных склонах гор Сьерра-Невада.
Полный список мест естественного обитания (в алфавитном порядке):
| Мексика, штаты:               |                                  |                              |
| - Нижняя Калифорния           | - Сонора                         | - Чиуауа                     |
| США, штаты:                   |                                  |                              |
| - Айдахо - Аризона - Вайоминг | - Калифорния - Колорадо - Невада | - Нью-Мексико - Орегон - Юта |

Отмечается, что крупные искусственные ландшафтные посадки пихты одноцветной на севере и северо-востоке США позволяют включить в перечень распространения дерева штаты Мэн и Массачусетс.
Дерево занесено в опубликованный в 1998 году Красный список угрожаемых видов, категория LC (низкий риск).

## Экология

### Естественные условия произрастания
Естественные условия произрастания пихты одноцветной — районы с умеренно влажным климатом (минимальный годовой объём осадков 500 мм; лучшие условия развития от 900 до 1900 мм в год), продолжительной зимой, умеренным или обильным снежным покровом. Большинство пихт растёт на высоте в 1200—3000 метров вдоль западной Сьерра-Невады. Минимальная продолжительность безморозного периода 80 дней.

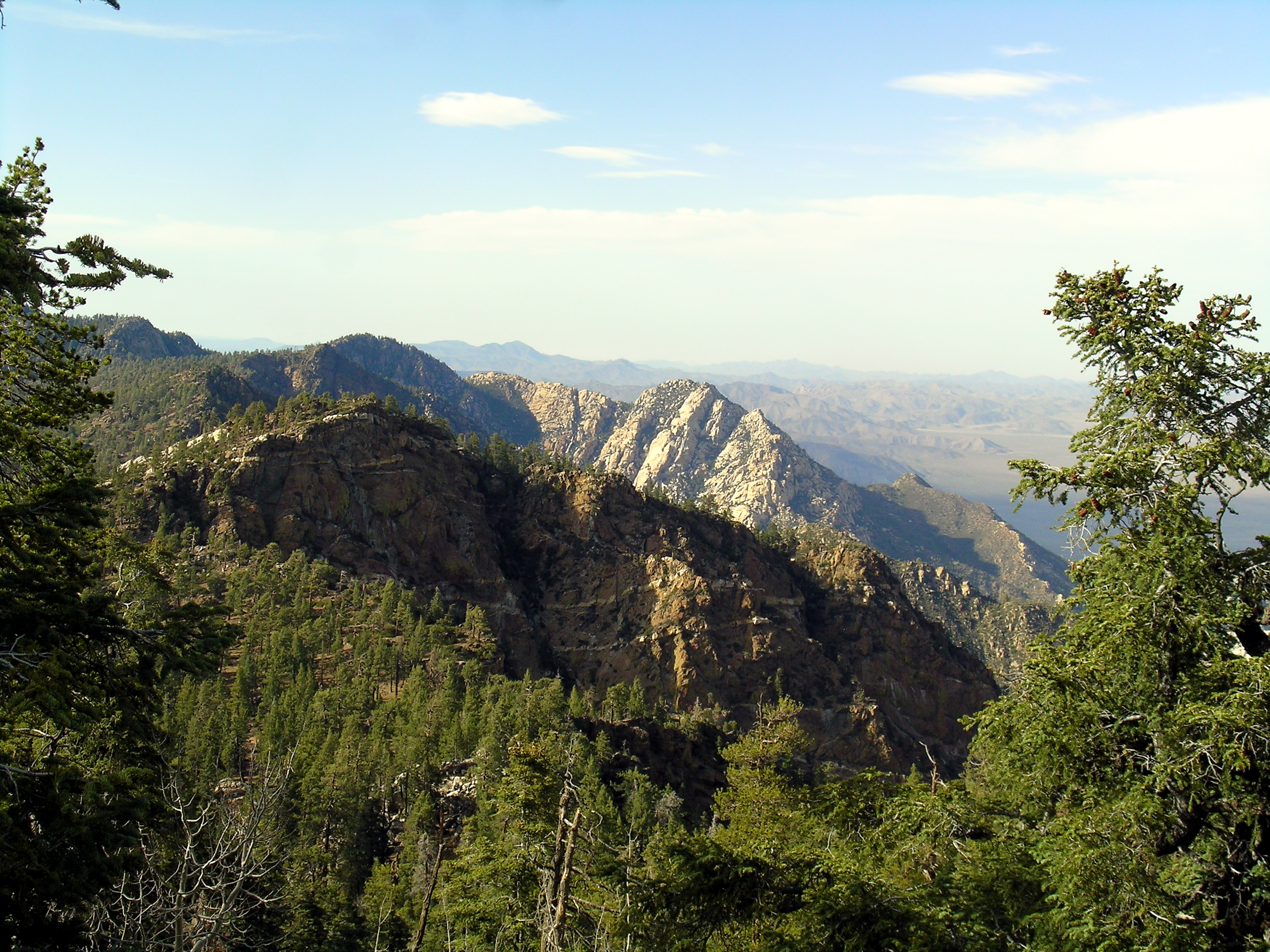
Пихта одноцветная в естественной среде (смешанный лес, горы Сан-Педро-Мартир, Нижняя Калифорния, Мексика)

Разновидность Abies concolor var. concolor растёт, преимущественно, в высокогорных районах с продолжительной снежной зимой и относительно коротким вегетационным периодом, с примерно равномерным распределением осадков в течение лета. Среднегодовой объём осадков варьируется от 510 до 890 мм. Разновидность Abies concolor var. lowiana встречается как в холодных горных областях, так и тёплых равнинных районах, предпочитая более влажный климат: среднегодовой объём осадков колеблется от 890 до 1900 мм и даже более. Лучше всего эта пихта растёт на юге Каскадных гор и западных склонах Сьерра-Невады.
Пихта, как правило, достаточно устойчива к относительно широкому диапазону параметров почвы, включая её структуру, кислотность и содержание питательных веществ; чувствительна к избытку влаги и недостатку почвенного азота.
Дерево предпочитает глубокие, рыхлые, умеренно кислые, хорошо дренированные почвы на основе различных почвообразующих пород: андезита, базальта, гранита, пемзы, песчаника и сланца.

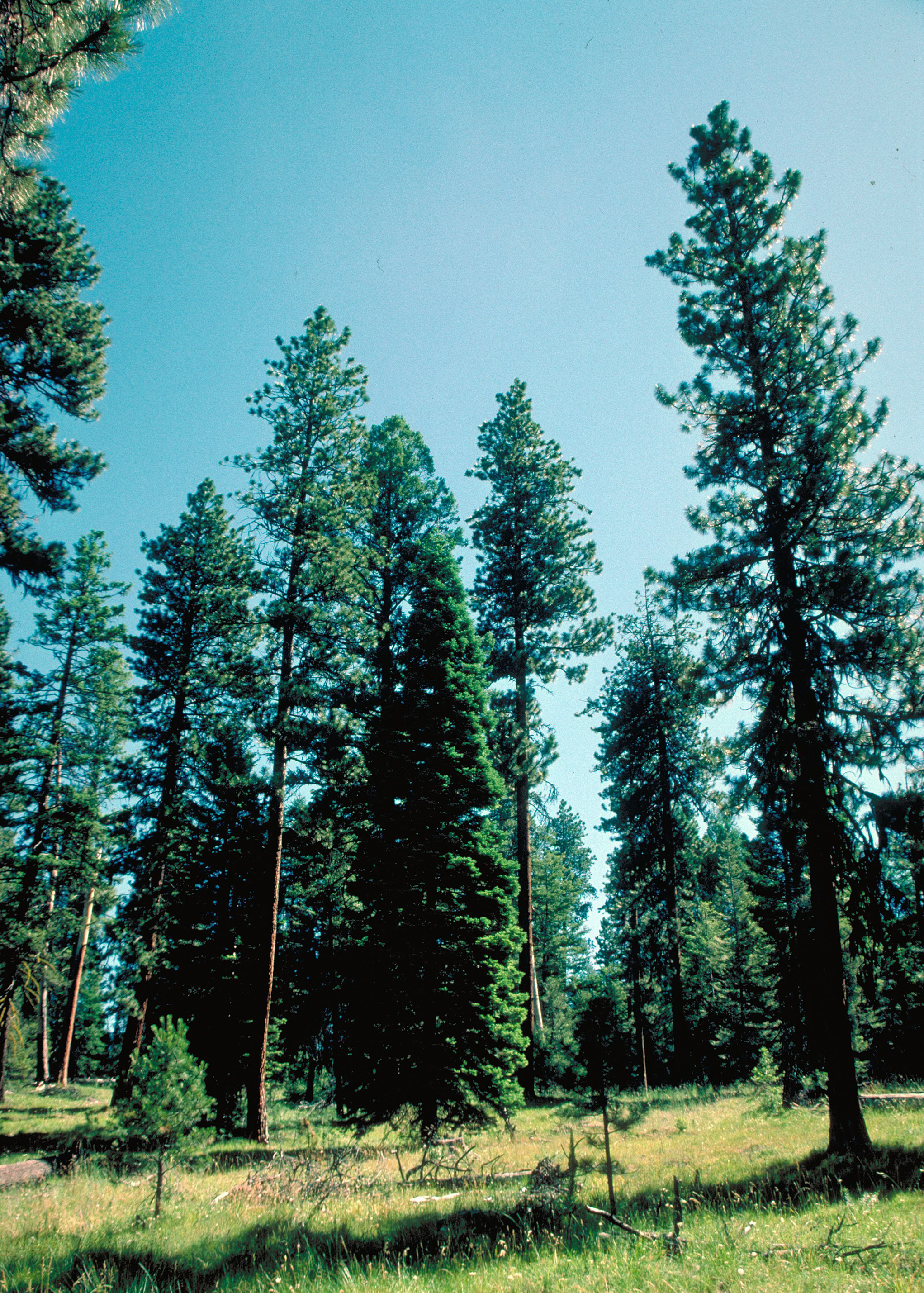
Соседство сосны жёлтой с пихтой одноцветной (Орегон)

Наиболее частыми соседями пихты одноцветной в смешанных хвойных лесах Калифорнии и Орегона являются пихта великая (Abies grandis), земляничное дерево Мензиса (Arbutus menziesii), литокарпус густоцветковый (Lithocarpus densiflorus), калоцедрус низбегающий (Calocedrus decurrens), сосна Жеффрея (Pinus jeffreyi) и сосна Ламберта (Pinus lambertiana), сосна жёлтая (Pinus ponderosa) и сосна скрученная (Pinus contorta), псевдотсуга Мензиса (Pseudotsuga menziesii), дуб Келлога (Quercus kelloggii). В центральной части Сьерра-Невады сподвижником пихты является сравнительно редкий секвойядендрон гигантский (Sequoiadendron giganteum).
В Скалистых горах рядом соседствуют псевдотсуга Мензиса (Pseudotsuga menziesii), сосна жёлтая (Pinus ponderosa), пихта субальпийская (Abies lasiocarpa), ель колючая (Picea pungens) и ель Энгельмана (Picea engelmannii), тополь осинообразный (Populus tremuloides).
Пихта одноцветная является доминантом смешанных хвойных лесов в пределах своего ареала и только в северных его границах (штат Орегон) тсуга западная (Tsuga heterophylla), а также, возможно, на западе туя складчатая (Thuja plicata) могут составить ей конкуренцию на особенно влажных участках. В высокогорных районах пихта доминирует безраздельно, образуя иногда чистые насаждения.
Пихта одноцветная занимает важную экологическую нишу в местах своего естественного произрастания. Многие мелкие млекопитающие (мыши, белки, бурундуки и пр.) и птицы (куропатки, синицы и пр.) питаются семенами дерева, чернохвостый олень (Odocoileus hemionus) поедает молодые побеги, тетерев голубой (Dendragapus obscurus) — хвою, а североамериканский дикобраз (Erethizon dorsatum) обгладывает кору молодых деревьев.

### Культивирование

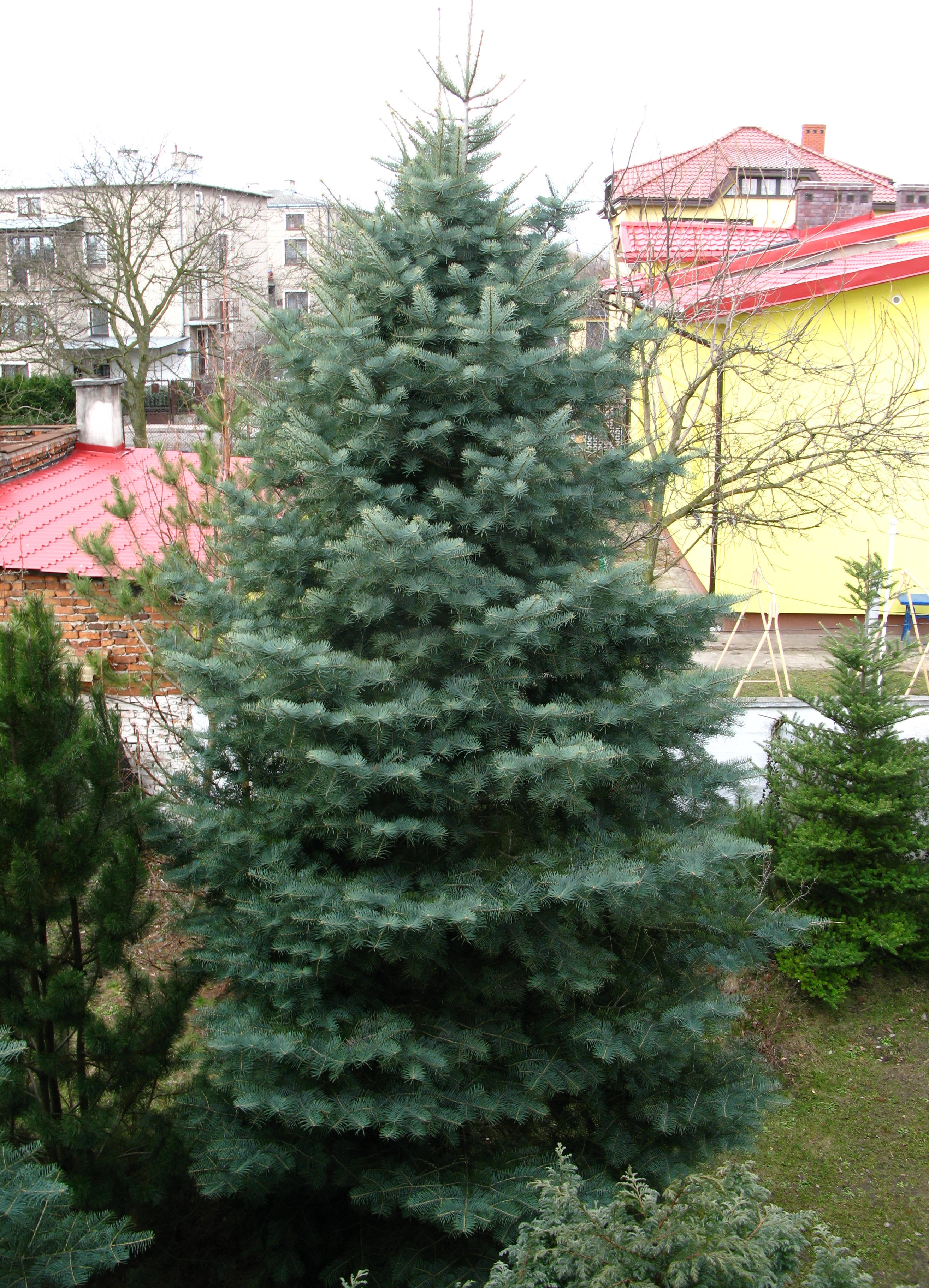
Пихта одноцветная в культуре

#### Общие требования
По засухоустойчивости пихта одноцветная стоит на одном из первых мест среди пихт, культивируемых в Средней полосе России, хорошо переносит не очень морозные зимы, относительно ветроустойчива, благодаря позднему распусканию почек весенними заморозками не повреждается, очень светолюбива, хорошо переносит городские условия и неблагоприятные факторы внешней среды.
Хорошо растёт на свежих глубоких супесях и суглинках, но может расти на других видах почвы, предпочитая слегка кислую среду; требуемый диапазон pH: 5,5—7,8. Чувствительна к засолению почвы.
Молодые саженцы пихты могут расти в затенённых условиях, но при полном солнечном освещении они развиваются значительно лучше.
По методологии Министерства сельского хозяйства США пихта одноцветная может культивироваться в зонах 3—7 (по другим данным: 4—8).
Исследования японских учёных показали, что предельная морозоустойчивость зимних побегов пихты составляет −35 °C для верхушечных почек и −70 °C для побегов и хвои.
На территории России дерево может культивироваться от Санкт-Петербурга до Черноморского побережья, при этом плодоносит в западной части лесной и степной зоны, а также на Кавказе.

#### Уход
После посадки молодого деревца с тонким стволом, как правило, требуется обеспечить его защиту от сильного ветра с помощью специальных подпорок. Необходимо избегать также чрезмерного прямого солнечного освещения: лучше использовать небольшую полутень. Удобряют растение после укоренения и далее каждые 2—3 года в конце зимы или в начале осени.
В первый сезон после посадки (пересадки) пихта требует регулярного равномерного увлажнения почвы, обычно один раз в 2—3 недели (без переувлажнения), затем можно искусственный полив прекратить, возобновляя его лишь во время засухи.
В начале весны с повышением дневной температуры можно провести профилактическую обработку деревьев пестицидами для защиты от потенциальных насекомых-вредителей; рекомендуется также обработка фунгицидами широкого спектра действия для предотвращения развития грибковых заболеваний, особенно в условиях избыточной влажности.
Пересадку пихты осуществляют только с закрытой корневой системой, используя сформированный земляной ком, обёрнутый специальной грубой джутовой или льняной тканью. Неправильная подрезка корней резко уменьшает шансы укоренения растения на новом месте.

#### Размножение
Пихту, как это происходит и в естественных условиях, обычно размножают семенами; при этом при посадке рекомендуется помещать от 10 до 15 семян на каждое посадочное место. Новые всходы появляются весной, причём прорастают обычно менее 50 % семян. Сеянцы выдерживают на одном месте без пересадки от двух до четырёх лет. При планировании больших площадей посадки и отсутствии необходимых саженцев обычно содержится не менее десяти семенных деревьев пихты на гектар.

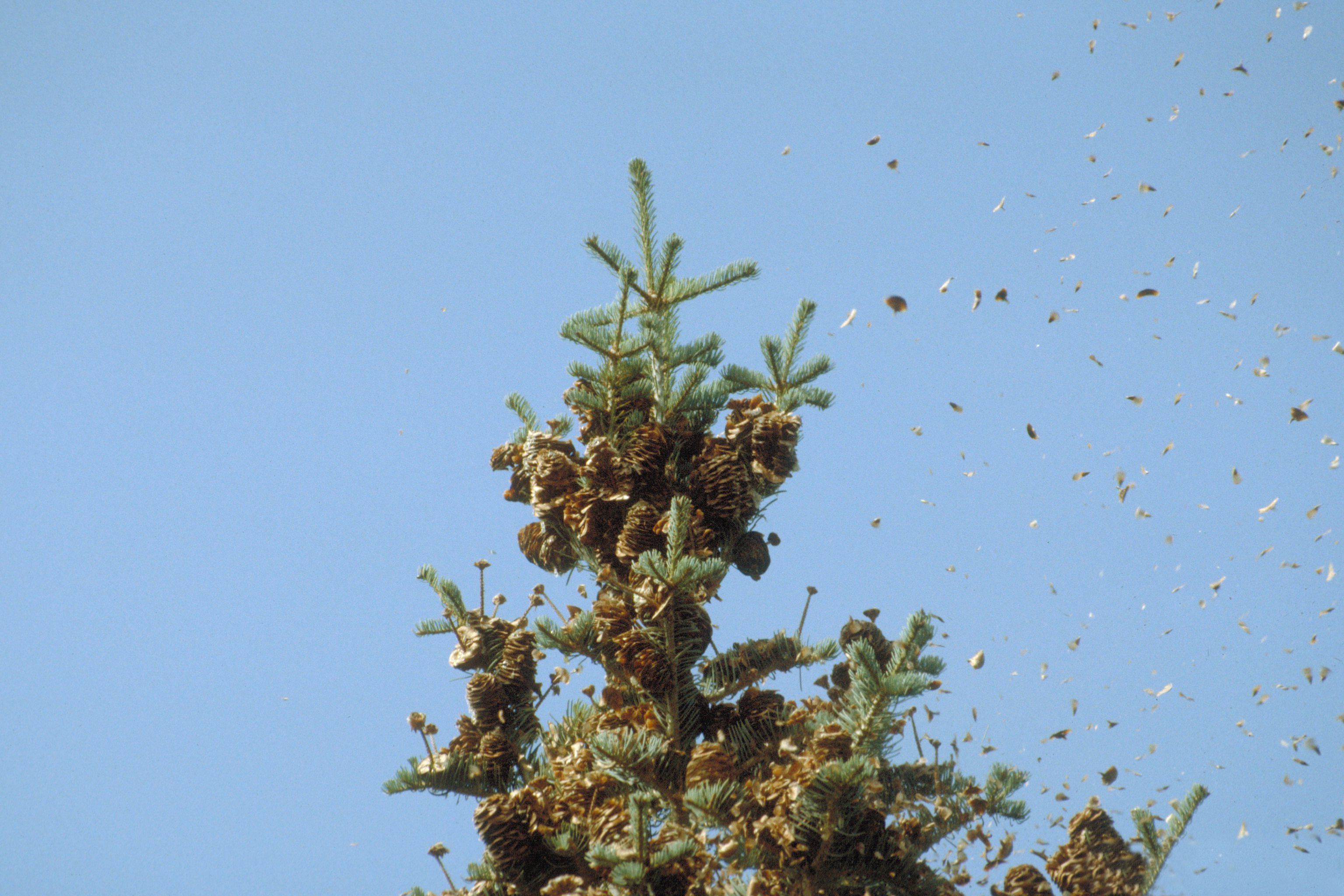
Раскрытие созревших шишек и распространение семян пихты одноцветной

При посадке рекомендуется предварительная стратификация семян при температуре 1—5 °C (оптимум 1 °C) в течение 1 месяца, при этом прорастание семян происходит лучше на свету. Всхожесть свежесобранных семян осенней посадки достигает 60—80 %; при весенней посадке: 10—30 %.
Рекомендуемая плотность посадки составляет приблизительно от 700 до 3000 деревьев на гектар.

### Онтогенез
Пихта — мощное и высокое дерево: на Тихоокеанском побережье экземпляры высотой 40—55 метров и 100—165 сантиметров в диаметре являются обычными. В юго-западных штатах деревья имеют, в среднем, высоту в 41 метр и диаметр 127 сантиметров. Своего лучшего развития пихта достигает в центральной части Сьерра-Невады в Калифорнии, где отдельные экземпляры достигают 58,5 метров высоты, обхват ствола — 271 сантиметр. 

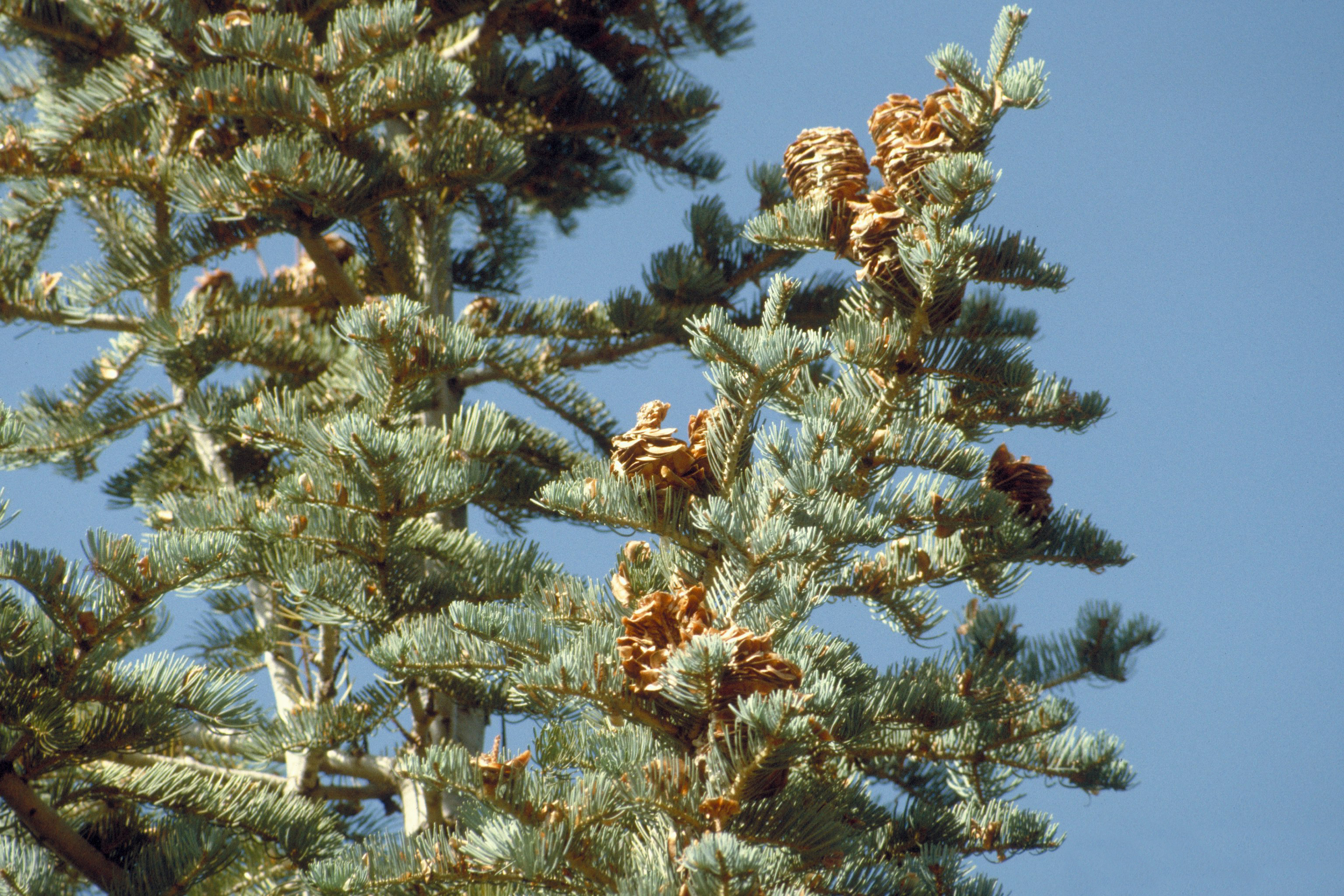
Созревшие шишки пихты одноцветной

Согласно американскому «Национальному реестру больших деревьев» (англ. National Register of Big Trees) за 2008—2009 гг., самая большая пихта одноцветная (var. lowiana) была обнаружена на берегу озера Мерсед в Йосемитском национальном парке (Калифорния) в 1997 году. Её высота составляла 66,1 м, диаметр ствола — 223 см, обхват ствола — около 7 м, диаметр разрастания корней — 119,2 м, объём ствола — 99 м³. Этому дереву было дано имя Гигант озера Мерсед (англ. Merced Lake Giant). Самая крупная пихта одноцветная (var. concolor) из местечка Кочити (англ. Cochiti) (Нью-Мексико) по измерениям 2005 года имела высоту 47,55 м, обхват ствола — 4,57 м.
Пихта живёт около 350 лет (в условиях культуры не более 300 лет), при этом растёт медленно, особенно в первые пять лет или даже дольше. В естественных условиях к двадцати годам дерево может достичь высоты 6 метров (максимум). Активный период роста приходится на весенне-летний период.
В условиях средней широты Европы высота взрослого дерева к 20 годам достигает 5—10 метров, к 50 годам: 15—20 метров.
Пихта — однодомное растение. Красноватые мужские стробилы, как правило, длиной менее 1,6 см, плотно сгруппированы в середине кроны на нижней части однолетнего побега; женские стробилы также расположены на однолетних побегах, но чаще в верхней части кроны, хотя изредка как мужские, так и женские шишки могут находиться на одной ветке. Цветёт пихта в мае — июне (для разновидности concolor на больших высотах — вплоть до июля), оплодотворение происходит вскоре после этого.
Созревшие шишки начинают раскрываться в конце сентября или начале октября, при этом обильный урожай семян наблюдается примерно каждые 2—5 лет.
Пихта одноцветная достаточно легко скрещивается с другими видами своего рода. Достоверно установлены гибриды со следующими видами:
- Abies balsamea;
- Abies fraseri;
- Abies grandis;
- Abies religiosa.

Предположительно или недостаточно достоверно установлена гибридизация со следующими видами:
- Abies alba;
- Abies amabilis;
- Abies cephalonica;
- Abies nordmanniana;
- Abies procera;
- Abies sibirica.

### Вредители и болезни
В целом, насекомые не причиняют серьёзного ущерба этому виду, однако в ряде случаев существует опасность негативного воздействия.
Наибольший вред пихте одноцветной наносит короед Scolytus ventralis, являющийся главным вредителем пихтовых лесов западных штатов Северной Америки. Насекомое поражает как молодые, так и взрослые пихты, при этом вспышки происходят, преимущественно, из-за стресса деревьев, вызванного неблагоприятными условиями: засухой, болезнями или опадением хвои. Деревья могут быть полностью уничтожены, а выжившие — повторно атакованы вредителем.
Насекомых, колонизирующих на шишках пихты одноцветной, можно разделить на три условных группы:
- питающиеся семенами пихты: Megastigmus pinus (Семеед сосновый), Megastigmus rafni, Earomyia abietum;
- питающиеся шишками и семенами пихты: Dioryctria abietivorella, Eucosma siskiyouana, Cydia bracteatana, Barbara sp.;
- питающиеся прицветниками и чешуйками шишек: Asynapta hopkinsi, Dasineura abiesemia, Ressiliella conicola, Lasiomma abietis[38].

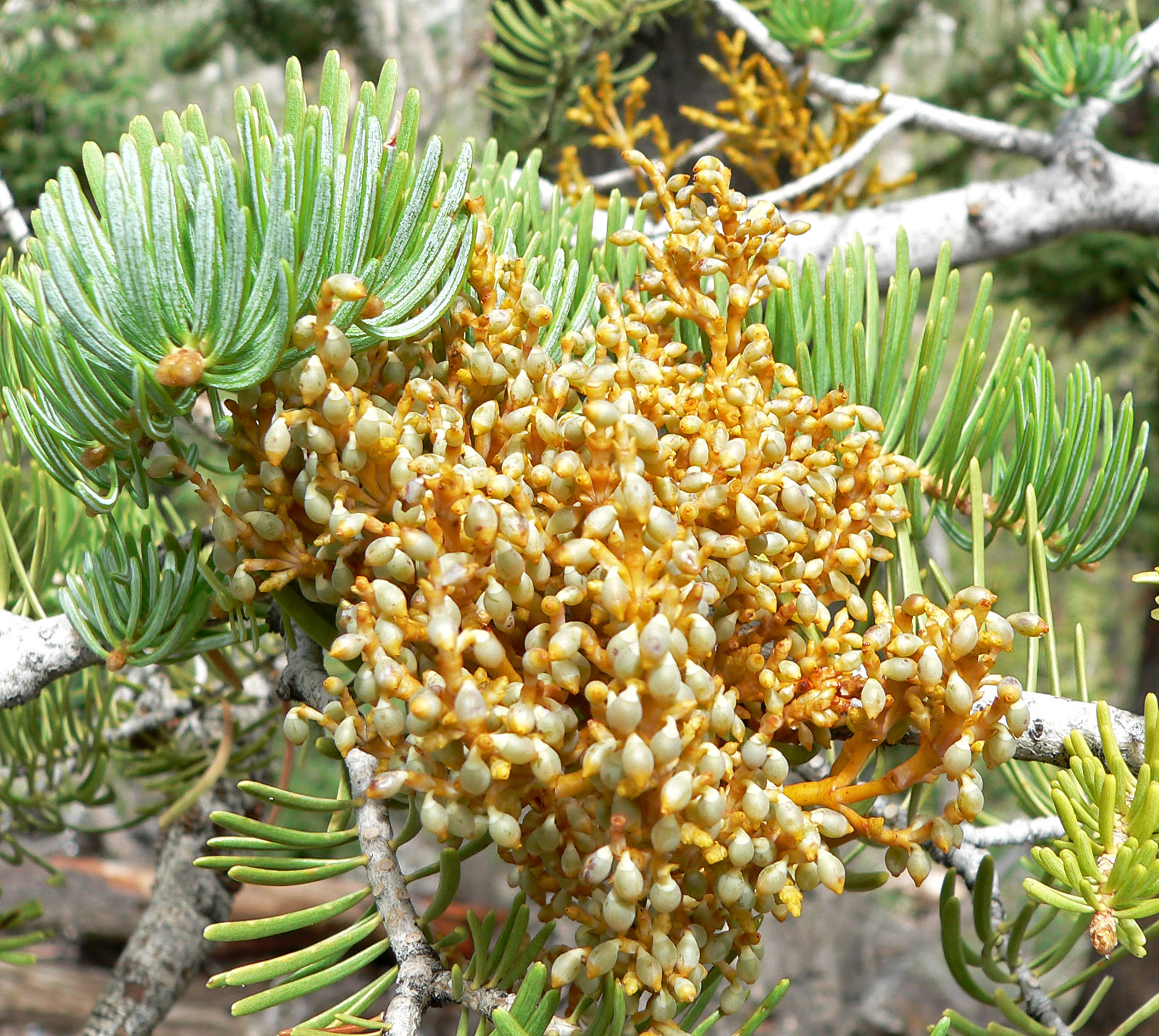
Пихта одноцветная, паразитируемая Arceuthobium abietinum (Арцеутобиум пихтовый)

Среди вредителей пихты встречаются и круглые черви, в частности: Bursaphelenchus xylophilus (Сосновая древесная нематода). Основными переносчиками нематод на родине пихты одноцветной являются чёрные усачи. Проникая в древесину здорового дерева, они питаются на эпителиальных клетках смоляных каналов и при благоприятных условиях быстро размножаются и расселяются по всему дереву; при этом поражённые ветки усыхают. В настоящее время Bursaphelenchus xylophilus (Сосновая древесная нематода) внесена в карантинные списки многих
стран, включая Россию.
Главным растительным вредителем пихты одноцветной является паразитическое растение арцеутобиум пихтовый из рода Арцеутобиум. Оно прорастает на ветвях дерева, при этом корни проникают во флоэму скелетных ветвей дерева-хозяина. Арцеутобиум ослабляет дерево, делая его беззащитным перед грибковыми инфекциями и неблагоприятным воздействием насекомых-вредителей, а также образует язвы на стволе, делая непригодным для промышленного использования.
Пихта одноцветная высокочувствительна к ламинатной корневой гнили, вызываемой грибом Phellinus weirii. Среди патогенных грибов, паразитирующих на пихте, наиболее распространены Echinodontium tinctorium, Heterobasidion annosum, Pholiota limonella, Hericium abietis, Stereum sanguinolentum, Perenniporia subacida и Amylostereum chailletii.
Серьёзный ущерб пихте одноцветной наносит и ядровая гниль, вызываемая грибами рода Fomes и некоторыми другими. Из-за неё в США потери деловой древесины составляют около 15 % всего коммерческого объёма.

## Химический состав
| Химический состав абсолютно сухой древесины пихты одноцветной:                   |
| - целлюлоза: 44,7 %; - гемицеллюлоза: 24,8 %; - лигнин: 28,0 %; - прочее: 3,0 %. |

По другим данным, химический состав древесины, а также её растворимость в различных средах выглядит следующим образом:
| Химический состав, % | Химический состав, % | Химический состав, % | Химический состав, % | Химический состав, % | Растворимость, % | Растворимость, % | Растворимость, % | Растворимость, % |
| -------------------- | -------------------- | -------------------- | -------------------- | -------------------- | ---------------- | ---------------- | ---------------- | ---------------- |
| холо-целлюлоза       | альфа-целлюлоза      | пентозаны            | лигнин               | зола                 | 1 % NaOH         | горячая вода     | C2H5OH/C6H6      | (C2H5)2O         |
| 66,0                 | 49,0                 | 6,0                  | 28,0                 | 0,4                  | 13,0             | 5,0              | 2,0              | 0,3              |

| Масло, получаемое экстракционным методом из семян пихты одноцветной, имеет следующий жирнокислотный состав: |
| - пальмитиновая кислота: 4 (3,7) %; - стеариновая кислота: 2 (1,7) %; - линолевая кислота: 37 (37,1) %; - γ-линолевая кислота: 10 (9,7) %; - пиноленовая кислота: 6 (6,0) %; - α-линоленовая кислота: — (0,8) %; - эйкозановая кислота: — (0,4) %; - эйкозеновая кислота: — (1,3) %. |

| Эфирное масло, получаемое из хвои и веточек пихты одноцветной, имеет следующий химический состав: |                                                                                    |
| - Монотерпены: 55—75 %; - α-пинен: 8—12 %; - β-пинен: 20—30 %; - фелландрен: 11—16 %; - камфен: 7—15 %. - Сесквитерпены (δ-кадинен): 2—7 %; - Спирты (борнеол): 1—2 %; - Сложные эфиры (борнилацетат): 12—14 %. | Некоторые компоненты эфирного масла пихты одноцветной - β-пинен - α-пинен - камфен |

| Эфирное масло, получаемое из коры пихты одноцветной, имеет следующий химический состав (приблизительно):              |                                                                                               |
| - β-Пинен: 60 %; - Лимонен: 12 %; - α-Пинен: 9 %; - Борнеол: 4,5 %; - Борнилацетат: 2,5 %; - прочие компоненты: 12 %. | Некоторые компоненты эфирного масла коры пихты одноцветной - лимонен - борнеол - борнилацетат |

Изучение химического состава коры дерева показало, что в ней содержится большое количество флавоноидов и, в частности, катехинов (извлекаемое количество до 16,62 % из луба 241-летнего дерева).
Отметим также, что пихта одноцветная входит в перечень воздушно-аллергенных растений.

## Свойства и характеристики древесины

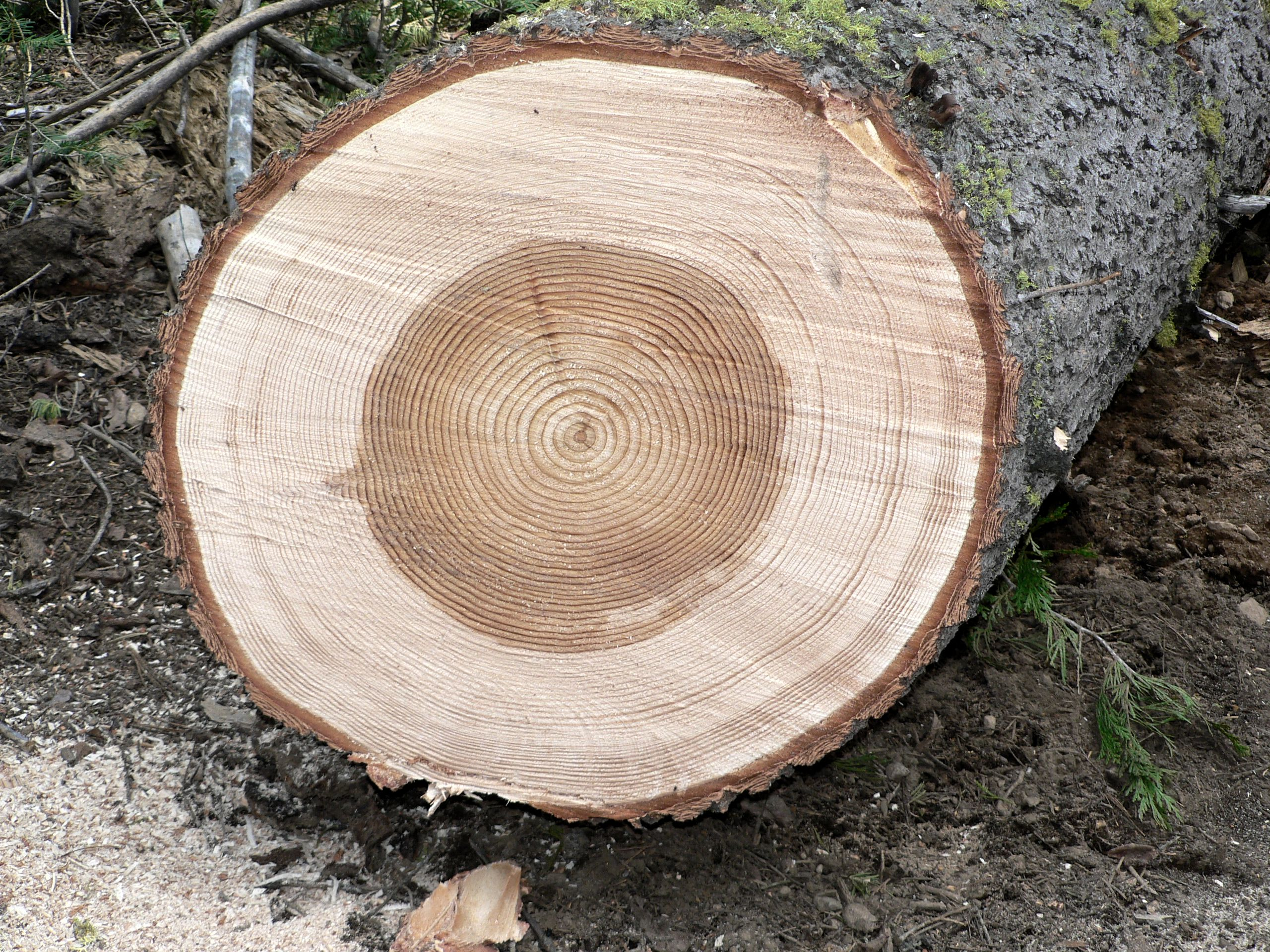
Вид распила пихты одноцветной

Заболонь и сердцевина пихты имеют окраску от практически белой до почти красно-коричневой. Древесина дерева имеет относительно грубую текстуру и не обладает специфическими вкусом или запахом. Обычно она имеет прямолинейную структуру и не подвергается короблению при правильной сушке. Обладает умеренной или низкой прочностью, гибкостью, показателями сопротивления деформации и стойкости к ударным нагрузкам; восприимчива к бактериальному поражению: требует обработки антисептиком, при этом проникновение консервантов в глубь древесины затруднено. Хорошо держит клей и краску.
Древесина пихты одноцветной лёгкая, удобная и простая в обработке, мало подвержена раскалыванию, однако гвозди удерживает умеренно.
Свежесрубленная древесина имеет влажность 98 % для ядровой древесины и 160 % для заболони (расчёт основан относительно абсолютно сухой древесины).
Плотность свежесрубленной древесины составляет примерно 720—740 кг/м³, высушенной (12 % влажности): 435—440 кг/м³.
Механические свойства древесины представлены в таблице:
|                                       | Относительная плотность | Модуль упругости, ГПа | Предел прочности на разрыв, МПа | Предел прочности при сжатии вдоль волокон, МПа | Предел прочности при сжатии поперёк волокон, МПа | Предельно допустимая нагрузка, кДж/м³ | Твёрдость, H | Предел прочности на сдвиг, МПа |
| ------------------------------------- | ----------------------- | --------------------- | ------------------------------- | ---------------------------------------------- | ------------------------------------------------ | ------------------------------------- | ------------ | ------------------------------ |
| Свежесрубленная древесина             | 0,37                    | 8,0                   | 40,7                            | 20,2                                           | 1,93                                             | 38,61                                 | 1510         | 5,24                           |
| Высушенная древесина (12 % влажности) | 0,39                    | 10,3                  | 67,6                            | 40,0                                           | 3,65                                             | 49,60                                 | 2130         | 7,58                           |

Усадка при высыхании, %:
| Тип усадки                   | Содержание влаги в образце после сушки | Содержание влаги в образце после сушки | Содержание влаги в образце после сушки |
| Тип усадки                   | 0 %                                    | 6 %                                    | 20 %                                   |
| ---------------------------- | -------------------------------------- | -------------------------------------- | -------------------------------------- |
| В тангенциальном направлении | 7,0                                    | 5,7                                    | 2,4                                    |
| Объёмная усадка              | 9,8                                    | 7,8                                    | 3,3                                    |
| В радиальном направлении     | 3,3                                    | 2,6                                    | 1,1                                    |

## Значение и применение

### Применение в целлюлозно-бумажной и деревообрабатывающей промышленности
Из пихт, произрастающих в западной части США, пихта одноцветная и ещё пять других видов пихт — промышленное название группы «белая пихта» (англ. white fir) — имеют коммерческое значение и заготавливаются в промышленных масштабах.
Производство пиломатериалов из «белой пихты» в США в XX веке колебалось значительным образом: минимальное значение пришлось на 1930-е годы (около 150—285 тыс. м³ в год), затем, начиная с 1940 года, объёмы начали резко расти, достигнув максимума в 1959 году — чуть менее 6700 тыс. м³. В 1960-е и 1970-е годы производство колебалось на уровне 4700—5900 тыс. м³, стабилизировавшись к 1980 году на 5000 тыс. м³. Суммарный объём лесозаготовок пихты по данным на 1976 год составил порядка 14,2 млн м³.
Древесина пихты является одной из наиболее универсальных хвойных пород Америки и используется для изготовления разнообразных строительных материалов, особенно она подходит для изготовления опор и свай.
Пиломатериалы из пихты отличаются отсутствием смоляных выделений и приятной текстурой. Весенняя древесина имеет практически белый цвет, а летняя — красновато-коричневый оттенок, при этом контраст между заболонью и ядром настолько незначительны, что часто бывают неразличимы.
Основными направлениями использования древесины и пиломатериалов пихты одноцветной являются: домостроение, изготовление деревянной тары, сооружение временных деревянных конструкций; производство оконных рам, дверей и различных столярных изделий.
Дерево применяют также для изготовления опалубки и стропил, деревянного каркаса для обшивки стен и настила для крыш, сайдинга. Промышленное назначение связано с производством фанеры, поддонов, мебельных деталей, столярных плит.
Древесные отходы пихты можно использовать в качестве дров, хотя они и не производят большого количества тепла.
Древесина пихты — ценное сырьё для получения хвойной целлюлозы, при этом средняя длина древесного волокна этой породы очень высока: 4,63 мм (для сравнения: сосна Ламберта (Pinus lambertiana) — 4,47 мм, тсуга канадская (Tsuga canadensis) — 4,01 мм, ель канадская (Picea canadensis) — 3,53 мм, пихта бальзамическая (Abies balsamea) — 3,10 мм).
По исследованием американских учёных, пихта одноцветная может быть успешно использована для производства топливного этанола.

### Применение в парфюмерии и медицине

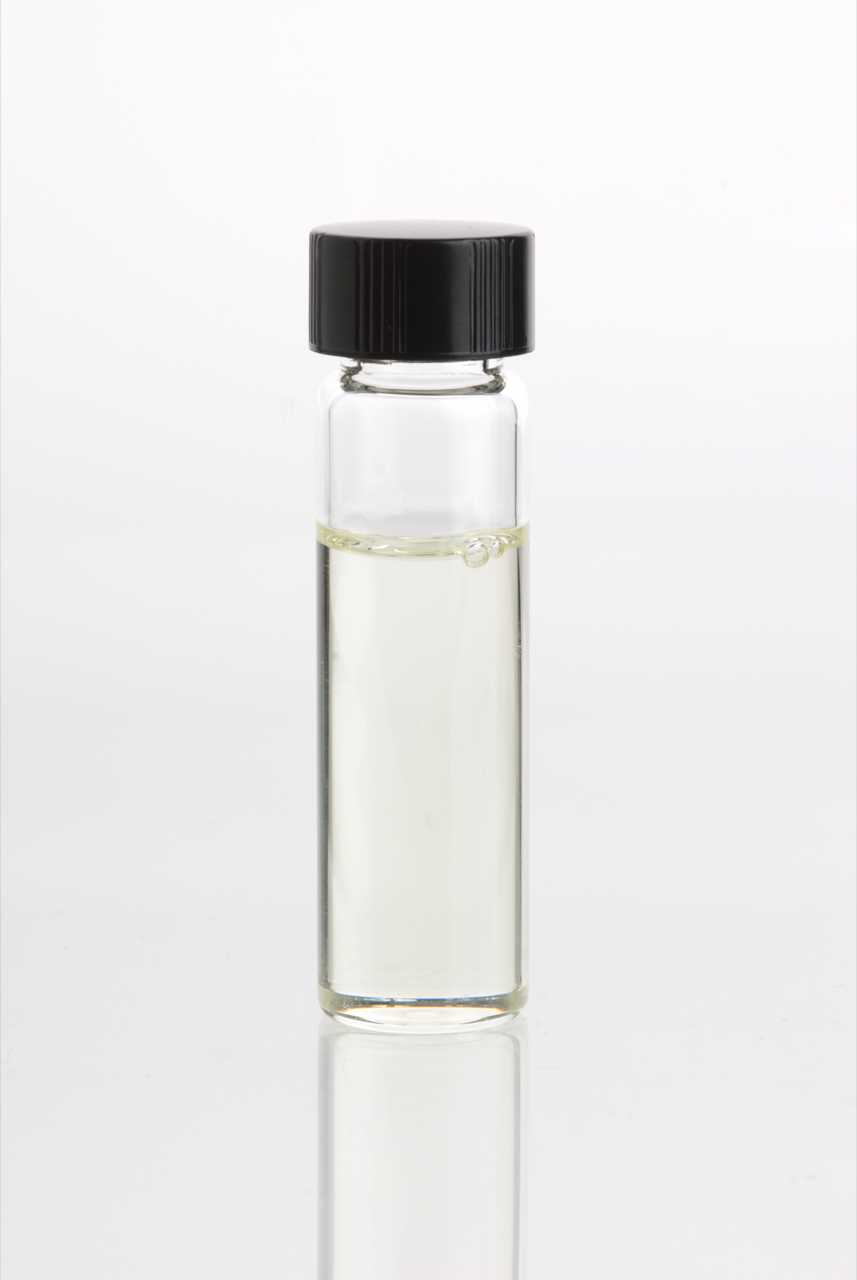
Эфирное масло, полученное из пихты одноцветной

Эфирное масло, полученное из пихты одноцветной, имеет свежий, бодрящий аромат, а благодаря высокому содержанию терпенов, обладает сильным антиоксидантным действием и благоприятно воздействует на иммунную систему. Используется в качестве ароматического средства, а также при проведении массажа.
Индейцы широко использовали пихту в медицинских целях: хвоя применялась для облегчения боли, вызванной ревматизмом и лёгочными заболеваниями; смола — для лечения порезов, язв и фурункулов, а также для приготовления отваров при лечении венерических заболеваний; настоем коры пытались лечить туберкулёз.
Аборигены Нью-Мексико использовали смолу пихты для лечения зубов.
Экстракты из коры пихты одноцветной показали противоопухолевую активность в отношении аденокарциномы двенадцатиперстной кишки при проведении испытаний в Национальном центре химиотерапии рака, США (англ. Cancer Chemotherapy National Service Center). Один из активных компонентов оказался сложным комплексным танином.

### Прочее применение
В Калифорнии и других юго-западных штатах США пихта одноцветная используется в качестве рождественской ели: она приятно пахнет, хорошо держит форму и долго не осыпается после срезки.
Индейцы племени Кламат использовали кору дерева для окраски оленьих шкур в более тёмный оттенок коричневого цвета.
Многие коренные американцы используют пихту одноцветную для приготовления чая.
Как устойчивое к засухе и жаре дерево, пихта одноцветная часто используется для ландшафтных посадок в сельской местности и пригородах на севере Соединённых Штатов.
Благодаря способности пихты стабилизировать почву, её используют для укрепления грунта при строительстве дорог.
Уникальное свойство растения заключается в способности очищать воздух, загрязнённый диоксидом серы (SO2).

## Декоративные свойства
Начало культивирования растения приходится на 1851 год, когда Уильям Лобб (англ. William Lobb) интродуцировал пихту в английском питомнике «Veitch» (англ. Veitch Nurseries).
Обладая высокими декоративными свойствами (по мнению экспертов), пихта одноцветная применяется в ландшафтном дизайне и строительстве в солитерных или небольших групповых посадках. Хорошо сочетается с лиственницами, особенно осенью, когда на фоне их жёлтой хвои наиболее ярко проявляется голубоватый оттенок пихты.
В Центральной Европе пихта одноцветная используется как уличное и парковое дерево, а также для создания городских лесонасаждений.
Популярность этого хвойного растения в декоративном растениеводстве также связана с высокими, по сравнению с большинством других видов пихт, адаптационными свойствами, устойчивостью к низким и высоким температурам, засухе и избытку влаги, а также воздействию неблагоприятных городских условий. Отмечается низкая чувствительность этого дерева к озону.

### Культивары
Имеется множество сортов пихты одноцветной, при этом число зарегистрированных названий приближается к сотне. Среди культиваров встречаются как высокие колонновидные или конические формы, так и различные карлики и полукарлики; быстрорастущие и медленнорастущие сорта; разнообразные формы с природным цветом хвои и сорта с серебристым, золотистым, голубым или другим нетрадиционным оттенком.
Сорта пихты одноцветной:
- ‘Albospica’: молодая хвоя белёсая, взрослая — серо-зелёная.
- angustata: название присвоено Джорджем Судвортом[англ.]; имя официально не зарегистрировано.
- ‘Archer’s Dwarf’: карликовый сорт с плотной, широко-конической кроной; хвоя более голубая, чем у видового растения. Скорость роста в большинстве районов составляет 7,5—10 см в год. В возрасте 10 лет растения достигают высоты 90—180 см. Сорт находится в широкой продаже с 1982 года. Рекомендуется высаживать в солнечных местах[72].
- ‘Argentea’ (‘Candicans’): сорт с отчётливо серебристой хвоей.
- ‘Aurea’: молодая хвоя золотисто-жёлтая, затем — серо-зелёная.
- ‘Biella’ (‘Bella’): карликовый сорт с голубой хвоей из Венгрии.
- ‘Big Shot #14’: колонновидный, очень компактный сорт, с короткими иглами.
- ‘Birthday Broom’: крайне медленнорастущий (15—20 см за 10 лет) компактный низкорослый сорт.
- ‘Blue Cloak’: плакучий колонновидный сорт с опущенными вниз ветвями.
- ‘Blue Spreader’: сорт с сизой хвоей.
- ‘Brevifolia’: более короткие иглы.
- ‘Brady’: метловидный карлик.
- ‘Bryce Canyon’: нет описания.
- ‘Butzii’: иглы, направленные вперёд.
- ‘Candicans’ (‘Argentea’): см. ‘Argentea’.
- ‘CC Broom’: нет описания.
- Cibola Group: группа засухоустойчивых сортов.
- ‘Clarence’: сорт был описан в 1970-х годах, сейчас данных нет.
- ‘Compacta’ (‘Glauca Compacta’, ‘Violacea Compacta’): компактный карлик с нерегулярной кроной и жёсткой сизоватой хвоей.
- ‘Conica’: конический медленнорастущий карликовый сорт с голубовато-зелёной хвоей.
- ‘Creamy’[К 19]: шаровидный карликовый сорт с молодой хвоей кремового цвета.
- ‘Cush’: нет описания.
- ‘Domschke’: медленнорастущий (2,5 см в год) карлик.
- ‘Elkins Weeping’: плакучий сорт с тёмно-зелёной хвоей.
- ‘Ephriam’: нет описания.
- ‘Fagerhult’: мощный габитус, повислые ветви, длинная голубая хвоя.
- ‘Falcata’: сорт с серповидными иглами.
- ‘Fastigiata’: высокий колонновидный сорт с короткими вертикальными ветвями.
- ‘Gable’s Weeping’: горизонтальный габитус, немного повислые ветви.
- ‘Glauca Compacta’ (‘Compacta’): см. ‘Compacta’.
- ‘Glenmore’: вертикальный конический сорт.
- ‘Globosa’: шаровидный карлик с очень короткими ветвями.
- ‘Green Globe’: шаровидный сорт.
- ‘Heard’: нет описания.
- ‘Hexe’ (‘Hex’): раскидистый метловидный карликовый сорт с серо-голубой хвоей.
- ‘Hillier’s Dwarf’: раскидистый карликовый сорт.
- ‘Holman WB’: нет описания.
- ‘Husky Pup’: конусовидный сорт с плоской верхушкой и светло-зелёной хвоей.
- ‘Igel’ (‘Horstmann Igel’): супер-карлик.
- ‘Imaculate Conception’: сорт с необычной метловидной формой.
- ‘Kinky’: сорт с неестественной узловатой формой.
- ‘Kings Gap’: нет описания.
- ‘Kohouts Fastigiate’: узкий колонновидный сорт.
- ‘La Veta’: медленнорастущий (2,5 см в год) карлик.
- ‘Larata’: нет описания.
- Lincoln Group: группа компактной формы, устойчивая к корневой гнили.
- longleaf selection: сорт с очень длинными иглами; имя не присвоено.
- ‘Masonic Broom’: медленнорастущий полукарлик с плоской вершиной.
- ‘Mike Stearn’ (‘Mike Starn’): шаровидный карлик со светло-голубой хвоей.
- ‘Mora’: медленнорастущий (1,9 см в год) карлик с голубой хвоей.
- ‘Morton’: нет описания.
- nana: неверное имя — один из карликовых сортов.
- ‘Olcott’: нет описания.
- ‘Olson’: нет описания.
- ‘Ostrov Nad Ohri’: шаровидный карликовый сорт со светло-голубой или серо-голубой хвоей из Чехии.
- ‘Pendens’[К 19]: плакучая форма.
- ‘Pendula’: плакучая форма (отличается от ‘Pendens’).
- ‘Perks’: нет описания.
- ‘Pigglemee’: карликовый медленнорастущий (2,5 см в год) плоско-сферический сорт с очень короткими светло-голубыми, слегка искривлёнными иглами (1,5 см); более раскидистый, чем другие карликовые формы.
- ‘Pineola Dwarf’: вертикальный полукарлик.
- ‘Potts Longneedle’: нет описания.
- ‘Prostrata’: нет описания.
- ‘Pygmy’: нет описания.
- ‘Pyramidalis’: нет описания.
- ‘Recurva’: сорт с искривлёнными сизо-голубыми иглами.
- Rio Grande Group: более морозоустойчивая группа, чем обычные сорта; иглы — голубовато-зелёные.
- ‘Saint John’: нет описания.
- ‘Schramii’: хвоя интенсивного сизо-голубого оттенка; иглы часто принимают V-образную форму на каждой веточке.
- ‘Scooter’: густой карликовый сорт.
- select blue: неверное имя — возможно, ряд растений из сортов ‘Violacea’ или ‘Argentea’.
- ‘Sherwood Blue’: сорт с редкой кроной и серебристыми иглами.
- ‘Sidekick’: компактный карликовый медленнорастущий (2,5 см в год) сорт.
- silver blue: неверное имя — возможно, один из сортов с серебристой хвоей.
- ‘Strange Critter’: нет описания.
- ‘Strange Dude’: нет описания.
- ‘Swifts Silver’: серебристая хвоя.
- ‘Stranwood’: компактный медленнорастущий (2,5 см в год) сорт с короткими голубовато-зелёными иглами.
- ‘Varia’: название присвоено Джорджем Судвортом[англ.]; в настоящий момент данные отсутствуют.
- ‘Variegata’[К 19]: пёстрая форма; на сей день утрачена.
- ‘Variegated Spacek’[К 19]: нет описания.
- Violacea Group[К 20] — ‘Glauca’: похож на сорт ‘Argentea’.
- Violacea Group — ‘Violacea’: лучший культивар из группы: напоминает ель колючую ‘Glauca’.
- Violacea Group — ‘Violacea Fastigiata’: предварительное имя; узкий сорт.
- Violacea Group — ‘Violaceous Prostrate’: не очень раскидистый сорт.
- ‘Wattez Prostrate’: раскидистый сорт, близкий к ‘Wattezii’.
- ‘Wattezii’: молодые побеги светло-жёлтые, затем — кремовые.
- ‘Waukon’: карлик типа «ведьмина метла».
- ‘Wintergold’ (‘Winter Gold’): мощный, вертикальный, прямостоящий, конический сорт.
- ‘Wustemeyer’: плотный сорт с голубой хвоей.

## Интродукция пихты одноцветной на территории России
Несмотря на то, что пихта одноцветная достаточно редко встречается в озеленении городов и городском ландшафтном строительстве России, она достаточно широко распространена в российских ботанических коллекциях: в 28 из 63 имеющихся (44,4 %).
Дерево можно встретить в Главном ботаническом саду имени Н. В. Цицина РАН (Москва), Ботаническом саду Московской Медицинской академии им. И. М. Сеченова (Москва), Ботаническом саду Института биологии Коми НЦ УрО РАН (Сыктывкар), дендрарии Крапивенского лесхоза-техникума (Тульская область), Ботаническом саду-институте Марийского государственного технического университета (Йошкар-Ола), Ботаническом саду-институте ДВО РАН (Владивосток) и многих других дендрариях.
В настоящий момент это дерево нередко используется для реализации частных ландшафтных дизайнерских проектов и входит в постоянных товарный перечень многочисленных растительных питомников.
В соответствии с ГОСТ 25769-83, пихта одноцветная входит в «Ассортимент хвойных пород для озеленения населённых мест».

## Фотогалерея

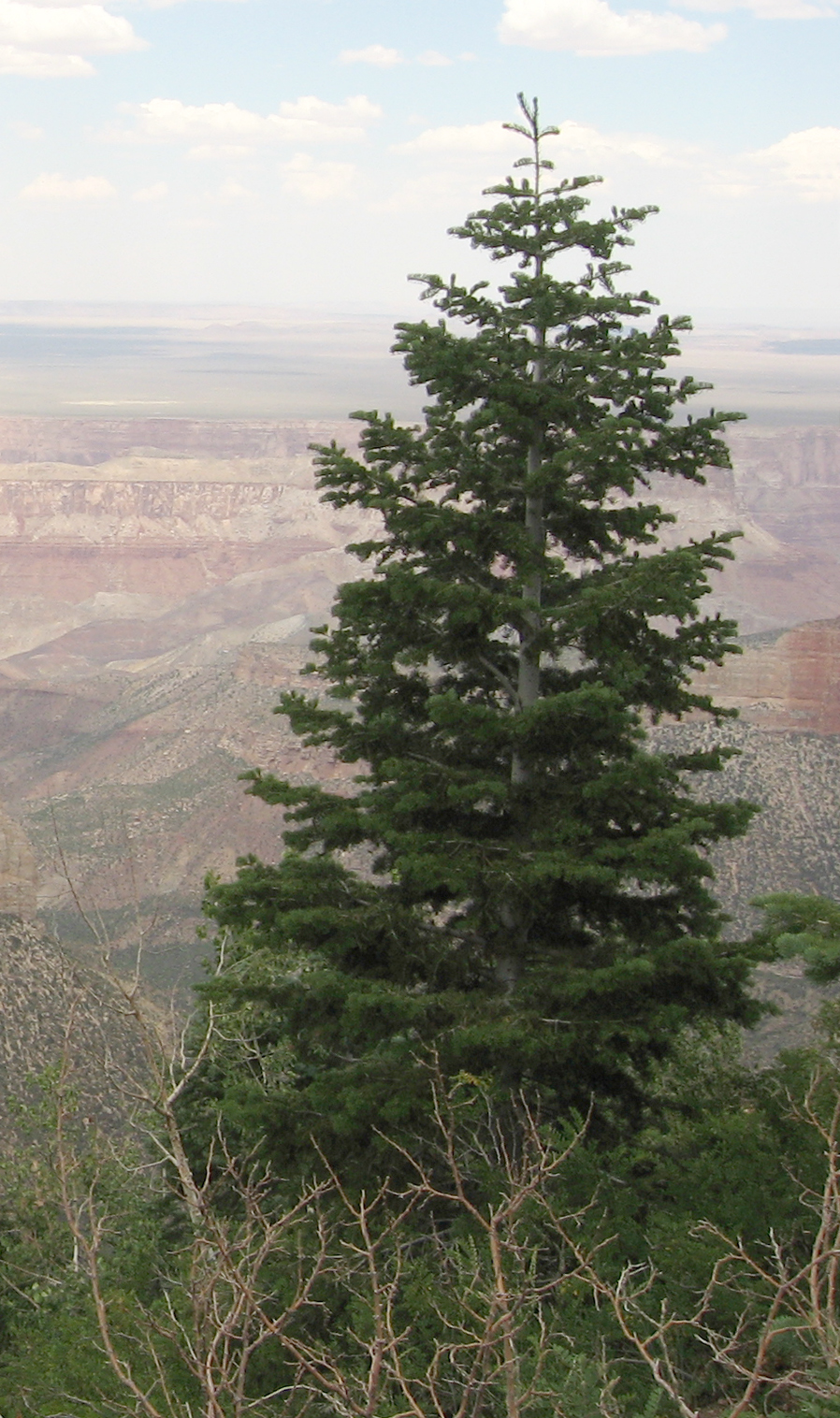
Штат Аризона, округ Коконино, Гранд-Каньон (North Rim), Виста Энкантада
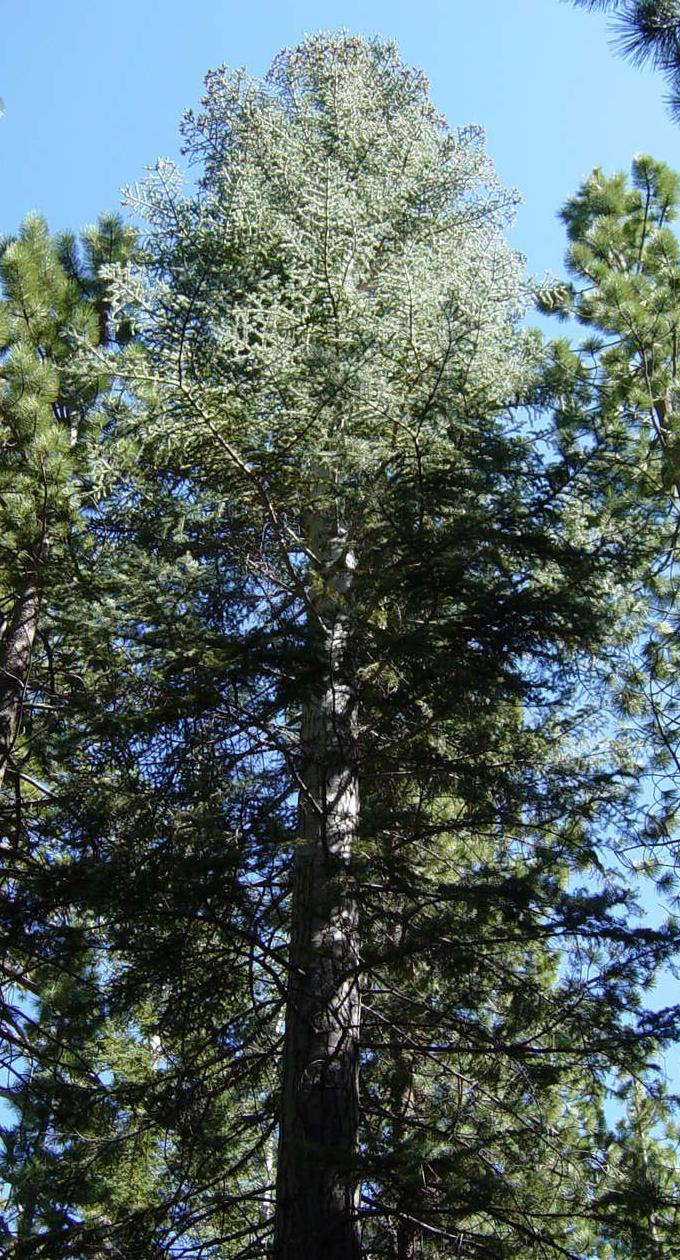
Йосемитский национальный парк
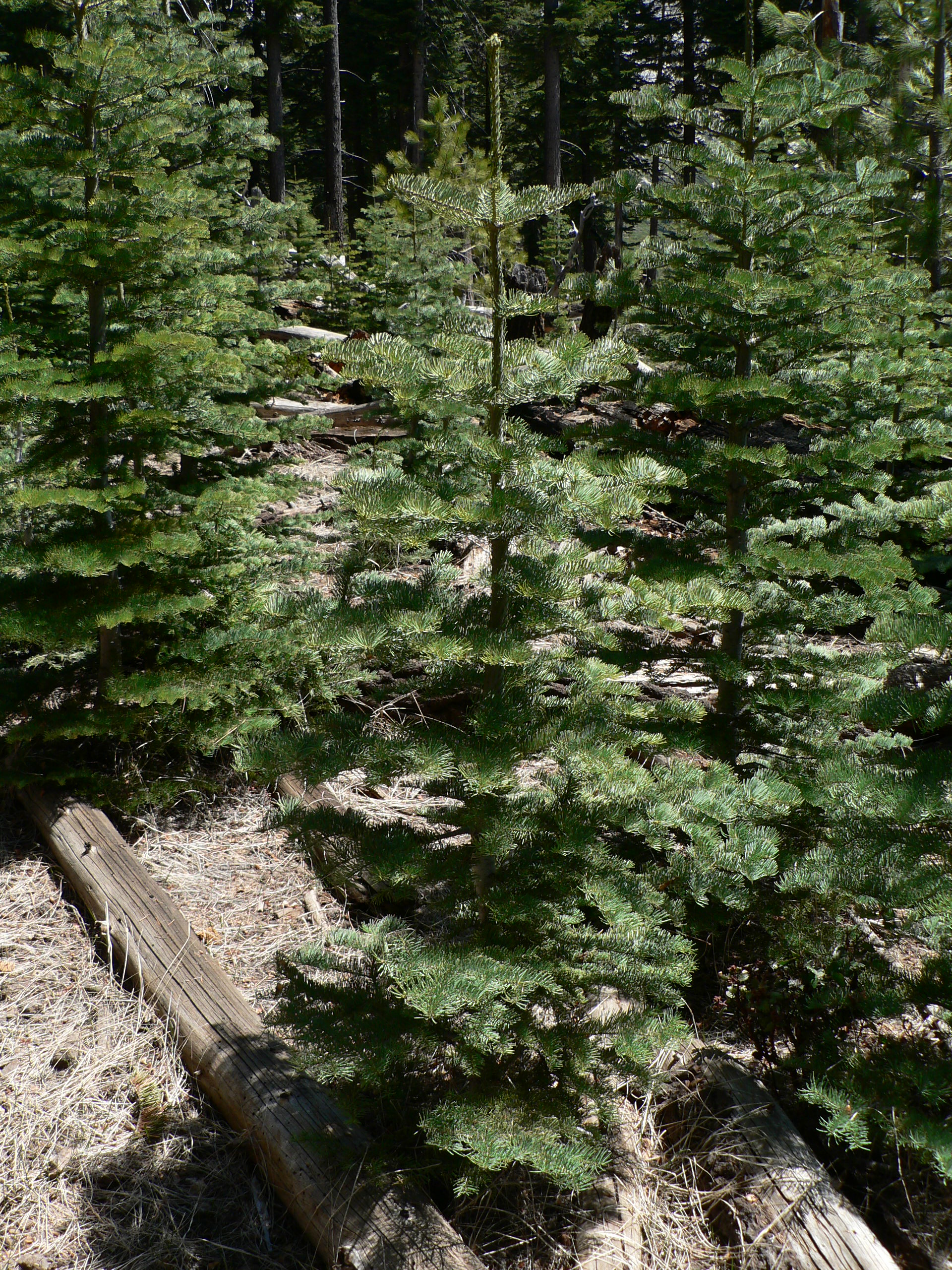
Молодые деревья (около 2 м) в Йосемитском национальном парке
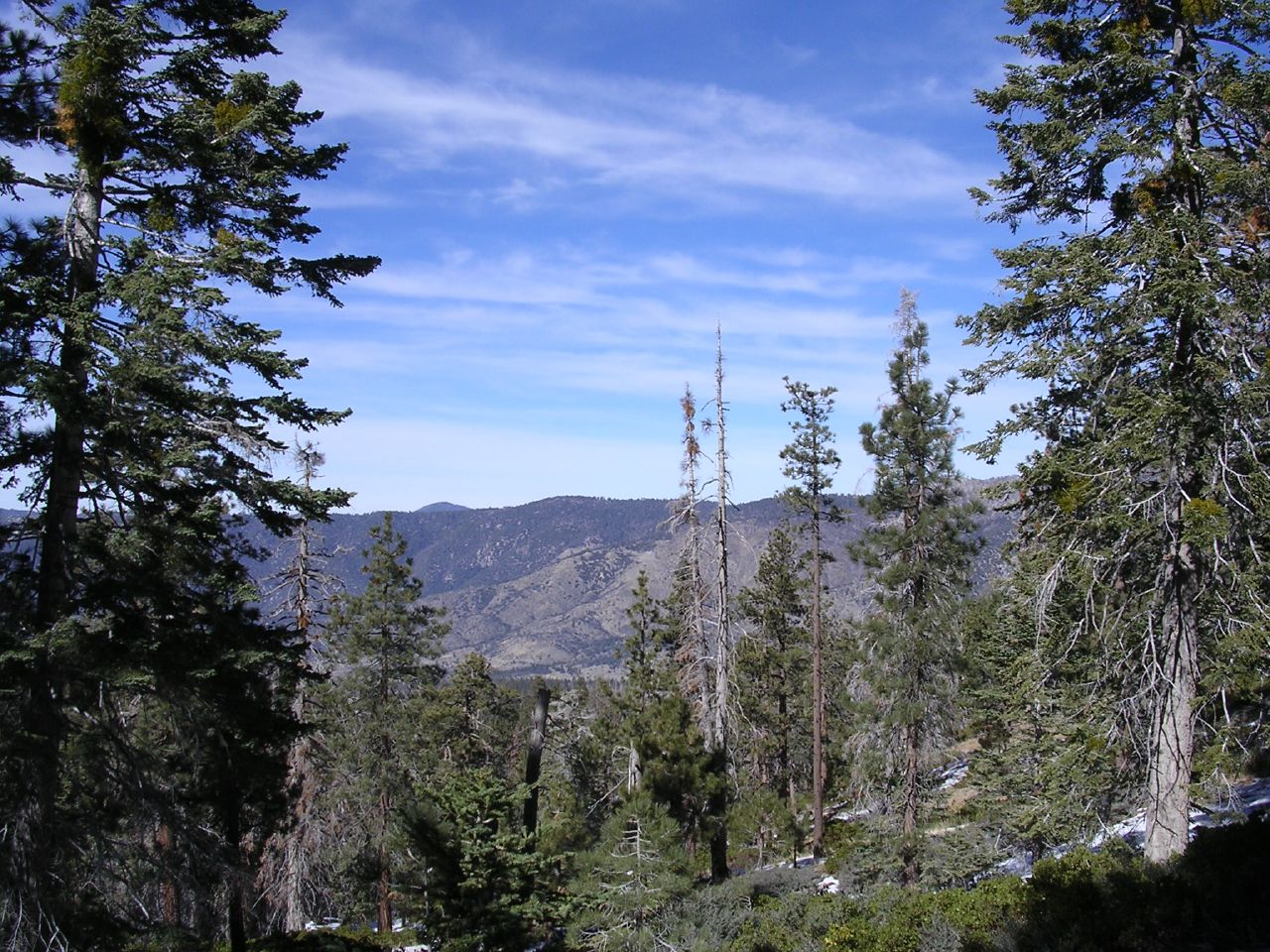
Соседство пихты одноцветной с сосной Жеффрея (заповедник San Gorgonio)
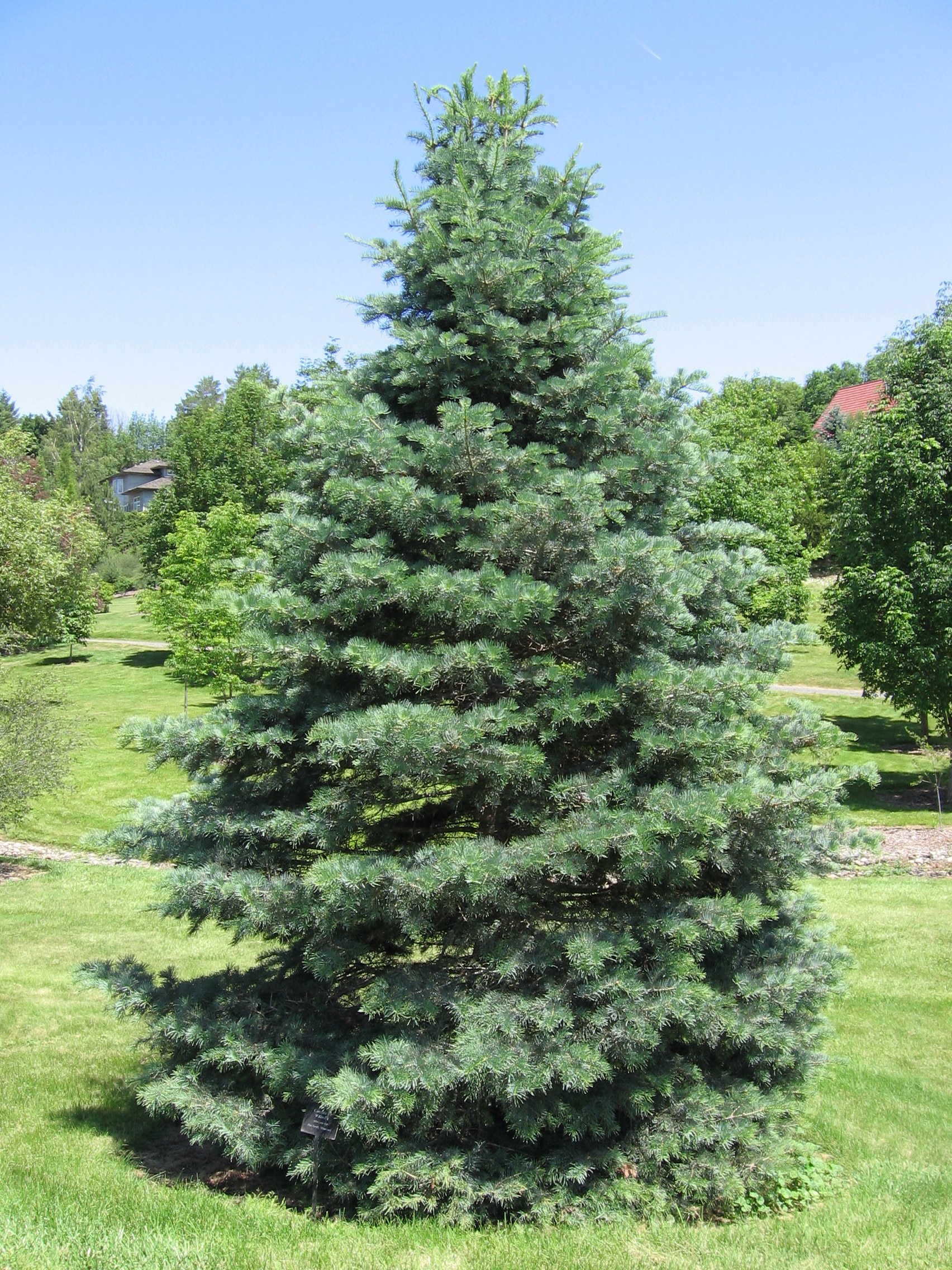
Дерево в культуре: арборетум ботанического сада Университета Айдахо
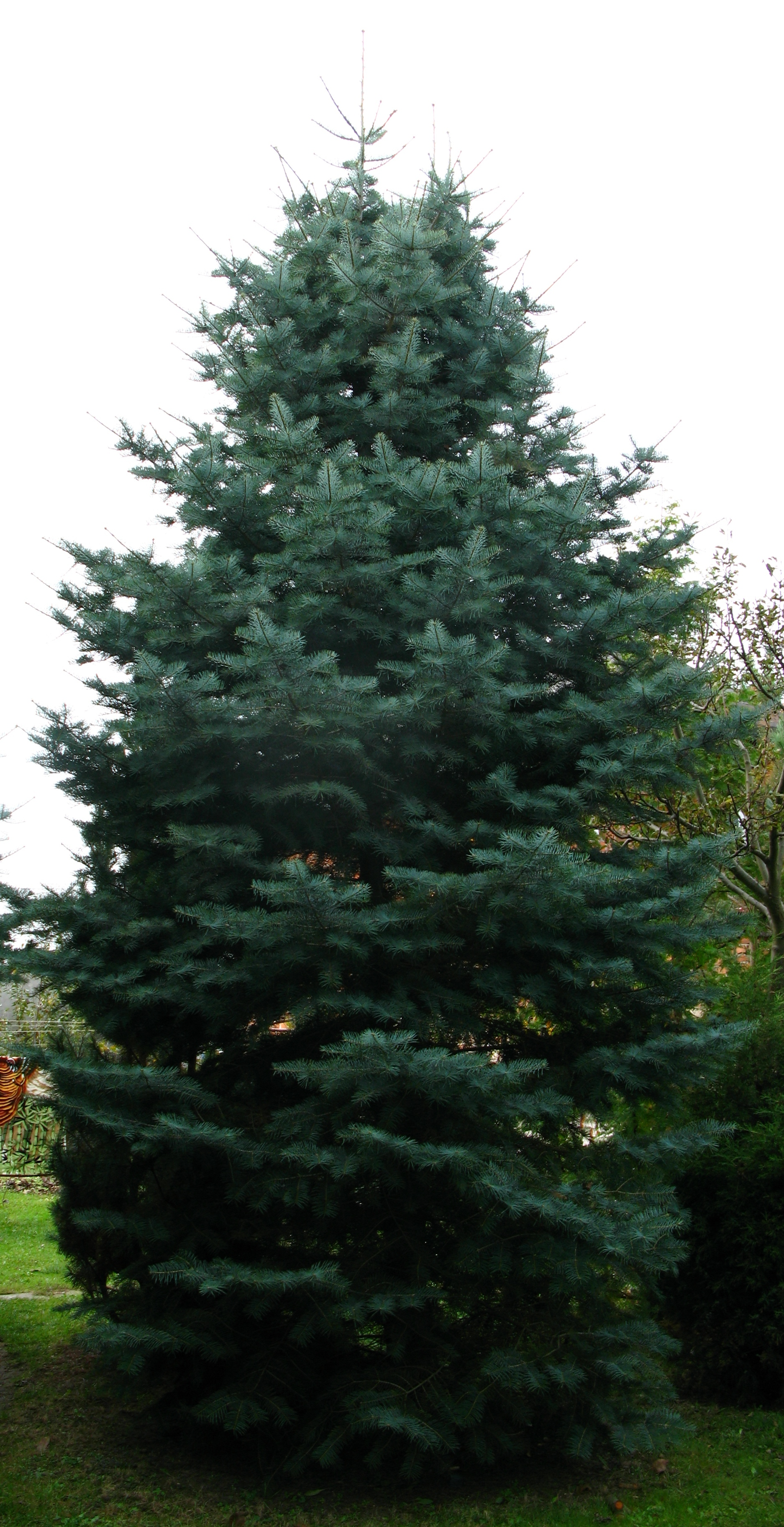
Дерево в культуре: г. Марки, Польша
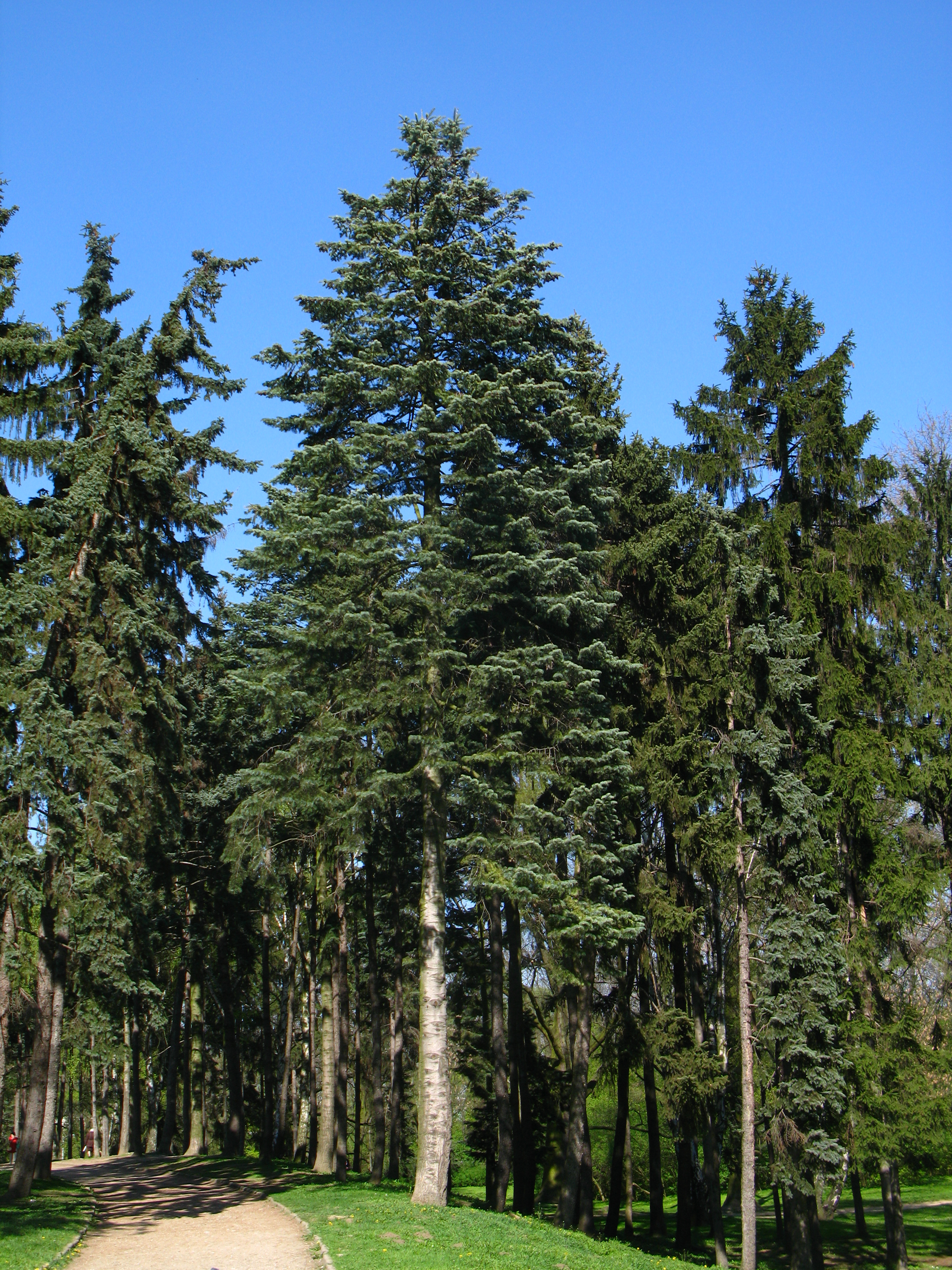
Дерево в культуре: Парк Скарижевски, Варшава, Польша
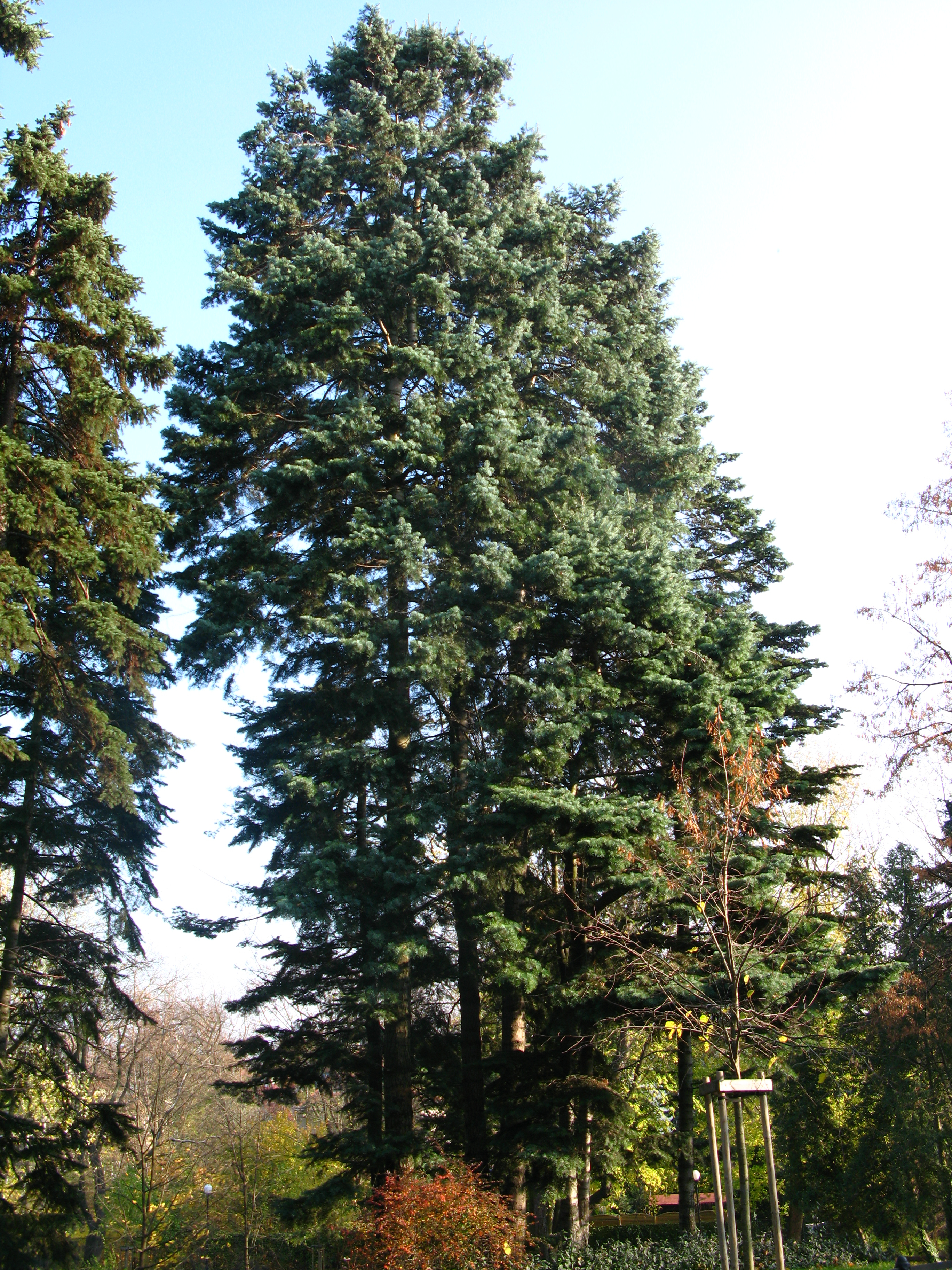
Дерево в культуре: Парк Жеромского, Варшава, Польша

## Комментарии
1. ↑  Первооткрывателем растения мог стать шотландский ботаник Дэвид Дуглас, изучавший горные районы Северной Америки в 20-х годах XIX века, но он упустил эту возможность.
2. ↑  В различных источниках число видов изменяется от 48 до 55.
3. ↑  Помимо перечисленных видов, на территории России и сопредельных стран, по данным Европейской и Средиземноморской организации по защите и карантину растений, встречаются ещё два вида, идентификация которых не подтверждена: Пихта Гембла (Abies gamblei) и Пихта замечательная (Abies spectabilis).
4. ↑  Последний из опубликованных списков по состоянию на 01.12.09.
5. ↑  Выражение «в культуре» означает выращивание растений в искусственных условиях.
6. ↑  Деревья достигают подобных размеров в возрасте 300 лет и более.
7. ↑  Речь идёт об искусственном выращивании.
8. ↑  Это насекомое уничтожает примерно 1 млн м³ леса в Калифорнии ежегодно.
9. 1 2  В источнике общая сумма компонентов чуть более 100 %, что, возможно, связано с погрешностью измерения.
10. ↑  Холоцеллюлоза (вся целлюлоза дерева) включает в себя целлюлозу и гемицеллюлозу.
11. ↑  Часть целлюлозы, нерастворимая в концентрированном растворе гидроксида натрия.
12. ↑  Экстракция проводилась кипящим гексаном в течение 10 часов. Выход масла составил 29 %. Анализ состава проводился методом ЯМР (первое число) и газовой хроматографии (число в скобках).
13. ↑  Для ядровой древесины влажностью 98 %.
14. ↑  Приведены для стандартного образца толщиной в 5 см.
15. ↑  Вычисляется как отношение массы абсолютно сухой древесины к массе образца при эквивалентном объёме.
16. ↑  Виды: пихта субальпийская (Abies lasiocarpa), пихта великолепная (Abies magnifica), пихта великая (Abies grandis), пихта благородная (Abies procera), пихта миловидная (Abies amabilis).
17. ↑  По средней длине волокна, пихта одноцветная имеет наивысшие показатели среди всех видов пихт, растущих в США, а также входит в первую десятку северо-американских древесных видов.
18. ↑  В источнике упомянуты следующие индейские племена: keres (western), пайюты, шошоны, тева, уошо.
19. 1 2 3 4  Из группы Abies concolor var. lowiana.
20. ↑  Группа сортов с серебристо-голубой хвоей.

### Русскоязычная
1. Ван дер Неер Я. Всё о самых популярных хвойных растениях. — М.: Кристалл, 2007. — С. 122—123. — ISBN 5-9603-0040-0.
2. Соколов С. Я. 27. Abies concolor Lindl. et Gord. — Пихта одноцветная // Деревья и кустарники СССР : дикорастущие, культивируемые и перспективные для интродукции : в 6 т. — М. ; Л. : Изд-во АН СССР, 1949. — Т. 1 : Голосеменные / ред. С. Я. Соколов, Б. К. Шишкин. — С. 82—84. — 464 с. — 3000 экз.
3. Крюссман Г. Хвойные породы / Пер. с нем.. — М.: Лесная промышленность, 1986. — 256 с. — 7500 экз. — ISBN 3-489-60222-6.
4. Кищенко И. Т. Оценка результатов интродукции видов семейства Pinaceae в условиях Карелии // Ботанический журнал. — 2005. — Т. 90, № 2. — С. 222—226. В статье описаны исследования 2 аборигенных (Сосна обыкновенная (Pinus sylvestris), Ель обыкновенная (Picea abies)) и 17 интродуцированных видов сем. Pinaceae, включая пихту одноцветную (Abies concolor).

5. Михалин М. В., Попков Б. В., Прилуцкий А. Н. Устойчивость некоторых хвойных в условиях юга Приморья и её изменение под влиянием стимуляторов роста (недоступная ссылка — история) // Бюллетень Ботанического сада института ДВО РАН. — 2008. — № 2. — С. 45—51.
В статье описаны результаты предварительной оценки устойчивости четырёх видов хвойных растений в условиях юга Приморского края: тиса остроконечного (Taxus cuspidata), ели корейской (Picea koreana), ели шероховатой (Picea asperata) и пихты одноцветной (Abies concolor).

### Англоязычная
1. Agree J. K. Fire Ecology of Pacific Northwest Forests. — Washington: Island Press, 1993. — 505 p. — ISBN 1-55963-230-5.
2. Betts H. S. American Woods — White Fir. — Forest Service, U.S. Department of Agriculture, 1945.
3. Bloom A. Gardening with conifers. — First edition. — London: Frances Lincoln, 2001. — 84—85 p. — ISBN 0-7112-1706-8.
4. Bonnicksen T. M. White fir (Abies concolor (Gord. & Glend.) Lindl.): A bibliography with abstracts. — Berkeley: University of California, 1972. — 98 p.
5. Charlet D. A. Atlas of Nevada conifers: a phytogeographic reference. — Reno: University of Nevada Press, 1996. — 320 p. — ISBN 0-87417-265-9.
6. Critchfield W. B. Hybridization of the California Firs (англ.) // Forest Science. — 1988. — Vol. 34, no. 1. — P. 139—151.
7. Eckenwalder J. E. Conifers of the World: The Complete Reference. — London: Timber Press, 2009. — P. 91—92. — ISBN 978-0-88192-974-4.
8. Elias T. S. The complete trees of North America: field guide and natural history. — New York: Gramercy Pub. Co, 1987. — 948 p. — ISBN 978-0-51764-104-0.
9. Elmore F. H. Shrubs and trees of the Southwest Uplands. — Popular Series No. 19. — Tucson: Western National Parks Association, 1976. — P. 160. — ISBN 0-911408-41-X.
10. Farjon A. Pinaceae: drawings and descriptions of the genera Abies, Cedrus, Pseudolarix, Keteleeria, Nothotsuga, Tsuga, Cathaya, Pseudotsuga, Larix and Picea. — Konigstein: Koeltz Scientific Books, 1990.
11. Hamrick J. L., Libbyand W. J. Variation and Selection in Western U.S. Montane Species. I. White Fir (недоступная ссылка — история) (англ.) // Silvae Genetica. — 1972. — Vol. 21, no. 1—2. — P. 29—35.
12. Hamrick J. L. Variation and Selection in Western Montane II. Variation within and between Populations of White Fir on an Elevational Transect Species (недоступная ссылка — история) (англ.) // Theoretical and Applied Genetics. — 1976. — Vol. 47, no. 1. — P. 27—34.
13. Hatch Ch. R. Trees of the California Landscape. — Berkeley and Los Angeles: University of California Press, 2007. — 540 p. — ISBN 978-0-520-25124-3.
14. Laacke R. J. Abies concolor (Gord. & Glend.) Lindl. ex Hildebr. White Fir // Silvics of North America / Russell M. Burns and Barbara H. Honkala. — Washington: USDA Forest Service., 1990. — 681 p. — (Agriculture Handbook 654). — ISBN 978-016027-145-8.
15. Lanner R. M. Conifers of California. — Los Olivos: Cachuma Press, 1999. — 288 p. — ISBN 0-9628505-3-5.
16. Lanner R. M. Trees of the Great Basin: a natural history. — Reno: University of Nevada Press, 1983. — 215 p.
17. Liu T. A monograph of the genus Abies. — Taipei: Dept. of Forestry, College of Agriculture, National Taiwan University, 1971. — 608 p.
18. Manual of Cultivated Conifers: Hardy in the Cold and Warm Temperature Zone / Edited by Ouden P. Den. — Forestry Sciences Series. — Kluwer Academic Publishers, 1978. — P. 12—14. — ISBN 90-247-2148-2.
19. North American terrestrial vegetation / Edited by Michael G. Barbour, William D. Billings. — Second edition. — Cambridge: Cambridge University Press, 2000. — 708 p. — ISBN 0-521-55027-0.
20. Preston R. J., Braham R. R. North American trees. — Fifth edition. — Iowa: Wiley-Blackwell, 2002. — P. 48—49, 54. — ISBN 0-8138-1526-6.
21. Standiford R. B. Predicting release of understory white fir (Abies concolor (Gord. and Glend.) Lindl.) in California following removal of overstory. — Berkeley: University of California, 1978. — 266 p.
22. Terrestrial vegetation of California / Edited by Michael G. Barbour, Todd Keeler-Wolf, Allan A. Schoenherr. — Third edition. — Berkeley and Los Angeles: University of California Press, 2007. — 712 p. — ISBN 0-520-24955-0.
23. Vidakovic M. Conifers: morphology and variation / translated from Croatian by Maja Soljan. — Zagreb: Graficki zavod Hrvatske, 1991. — ISBN 9-788-6399-0279-7.
24. Weber W. A. Colorado Flora: Western Slope. — Niwot: Colorado University Press, 1988. — 530 p. — ISBN 978-087081-171-5.